# 科学
科学（英語：science，意为“知识”或「藉專業知識獲得的技能」等）是一個要求確實遵守其基本原則且立基於客觀事實的系統性研究領域，以可被檢驗的假說與預測為形式，進行知識的建構與組織工作。 科学强调预测结果的具体性、可证伪性；其他與科学對應的方法，有許多在更大程度上基於純粹且主觀的思考活動，而更少基於客觀事實。科学不在於寻求绝对无误的真理，而是在现有基础上，以科學方法不斷嘗試揭露和確認客觀世界的運作法則和原理等。
根據科學史的有關記錄，可識別的現代科學前身的最早書面記錄，可追溯至公元前3000年至公元前1200年前後的古埃及和美索不達米亞文明，它們所累積有關數學、天文學和醫學的知識，影響並塑造古典時期希臘的自然哲學。人們正式嘗試根據自然原因對物質世界中的現象提出解釋，同時進一步取得進展，包括引入印度-阿拉伯數字系統等。在西羅馬帝國衰亡後，有關地區的科學研究活動大幅衰退。一些希臘地區先前的手稿在西歐遺失，但被保存於中東地區，並在伊斯蘭黃金時代被加以擴展。稍後，拜占庭羅馬學者又在東羅馬帝國將結束、歐洲文藝復興時期開始時，攜帶古希臘學術手稿前往西歐。在歐洲，在14世紀文藝復興時期開始前，卡洛林文藝復興、奧托文藝復興、12世紀的文藝復興等，也促進學術活動再度發展。在10世紀至13世紀的西歐，古希臘文獻被重新取得，伴隨著中世紀伊斯蘭世界的科學的傳入，使自然哲學再度興起。在16世紀，自然哲學在科學革命中被轉化，新的概念和發現雖或許基於先前古希臘時期的知識和傳統，但開始與其分離。科學方法開始在知識的創造過程中扮演更重要的角色。在19世紀，今日所見科學的體制面和專業面特徵開始成形，自然哲學也轉變為自然科學。
科学原仅指对自然现象之规律的探索、总结，但人文学科也越来越多地被冠以“科学”之名。现代科学一般说来可划分为3大分支：形式科学（如逻辑、数学、理论计算机科学），研究抽象概念，自然科学（如生物学、化学、物理学、天文学），在最宽泛的意义上研究自然，社会科学（如经济学、心理学、社会学、地理學），研究个体、社会。然而，对于形式科学是否确实屬於某一类科学存在不同意见，因为其并不依赖经验证据。而运用既有科学知识以达成实用目的的学科，如工程学、医学，则被归为应用科学。
科學新知識是由科學研究所推動，研究者受好奇心和解決問題的渴望所激勵。當代科學研究需要高度協作，通常由學術機構與研究機構、政府機構和企業等組成的團隊共同完成。有關工作的實際影響導致科學政策的出現，這些政策試圖藉優先考慮商業產品、軍事技術與裝備、醫療保健、公共基礎設施和環境保護的發展等，而影響科學事業的發展。

## 含义
“科学”以简短文字不足加以准确定义。一般说来，科学涵蓋三方面含義：
1. 觀察：致力於揭示自然真相，而對自然作用有充分的觀察或研究（包括思想實驗），通常指可通過必要的方法進行的，或能通過科學方法——一套用以評價經驗知識的程序而進行的？
2. 假設：通过这样的過程假定组织体系知识的系統性。
3. 檢證：藉此驗證研究目標的信度與效度。

科学包括基础科学与应用科学。基础科学仅以通过试验探究自然原理为目的，其成果一般不容易在短期内得到应用，如物理、化学、生物和地质学；应用科学则兼有探究原理与关注应用这两个方面的动机，如医学、药学、应用光学、气象学、科技考古学和博弈论。按理来说，科学不同于纯技术类学科，后者只涉及运用已有的知识与原理进行发明创造，而只带来技术变革，不在原理层次挖掘出新的规律，如工程学、法医学、农学和林学。应用科学与纯技术往往难以界定。因科学与技术经常一起被提及，重要的技术发展有时也会被大众视为是科学成就，例如袁隆平曾三次未评上中国科学院院士的一大理由就是杂交水稻在科学界常只被认为是工程学成就，而非科学成就。大众关于爱迪生算不算科学家的争论也与之类似。一些学科是侧重基础研究还是侧重应用研究可能会随时间发展而变动。如天文学的前身占星学是用于占卜的，属于应用类学科（当时还不算是科学）；天文学目前是以基础研究为主的科学，但也有发射宇宙卫星等少数可带来实质性服务（如电台广播与手机信号）的技术应用；天文学在实现星际移民与太空资源开发的未来可能又会变成以应用为主的学科。

## 语源

### 中文
中國傳統上將所有的知識統稱“學問”，古代將關於自然物道理的學問稱為“物理”。因此古代的物理即是自然科學，數學學科獨立於“物理”。
科學二字據說文解字，科，會意字：“從禾從斗，斗者量也”；故“科”學一詞乃取“測量”之學問之義為名。从唐朝到近代以前，“科学”作为“科举之学”的略语，「科学」一词虽在汉语典籍中偶有出现，但古中文中“科學”一詞所指涉的概念與近代中文“科學”不同，大多指「科举之学」。 最早使用“科学”一词之人似可溯及到唐末的罗衮。

### 歐洲語言
“科學”一詞由近代日本學界初用于對译英文中的及其它歐洲語言中的相應詞匯，歐洲語言中該詞來源於拉丁文，意為經過檢驗的「知識」，在近代側重關於自然的學問。在日本幕府末期到明治時期，「科学」是专门的「个别学问」，有的在以「分科的学问」的意义被使用着。明治元年，福泽谕吉执笔的日本最初的科学入门书《穷理图解》出版。同时，明治时代“science”这个语言进入了的时候，启蒙思想家西周使用「科学」作为译词。甲午海戰以後，中國掀起了學習近代西方科技的高潮，清末主要通過近代化之路上走在前面的日本學習近代科學技術。樊洪业、吴凤鸣等認為，中國最早使用「科學」一詞的學者大概是康有為。他出版的《日本書目誌》中就列舉了《科學入門》、《科學之原理》等書目。辛亥革命時期，中國人使用「科學」一詞的頻率逐漸增多，出現了「科學」與「格致」兩詞並存的局面。在中華民國時期，通過中國科學社的科學傳播活動，「科學」一詞才取代「格致」。严复首先用“西学格致”翻译science，后来又借用了science的日语译名“科学”。而著名思想家、政论家章太炎则明确要求为“科学”正名。他在1903年8月发表《论承用“维新”二字之荒谬》一文，大力批驳责用“格物”之名翻译“物理学”（physics）很不适当。
中國社會科學院語言研究所1978年出版的《現代漢語詞典》则认为科學是：
1. 反映自然、社會、思維等的客觀規律的分科的知識體系[c]；
2. 合乎科學（精神、方法等）的。

不过社会类学科的研究并不容易做到客观分析。一方面是难以控制变量，另一方面是难以给出准确的适用范围和严格的预测结果。英文中“（科學）”一詞的含义有狹义与廣义之分，前者只指自然基礎科學（即數學及自然科學；合稱“理科”），这與醫學、药学及大地测量学等带有應用目的的探索性学科相区别；后者泛指各种研究自然机理的应用性科学，但又与纯粹研究技术应用、不探究机理的工程学、技术学和计算机信息学相区别。不过目前越来越多的人文学科和计算机学科甚至是文献学也喜欢加上“科学”的头衔。

## 历史
广义上的科学在近世之前就已经存在于历史上众多文明之中。现代科学有其特定的方法，并取得成功的结果，因此在当前，科学这个词的涵义被最严格的限定于现代科学。然而，科学一词的原初涵义为某种类型的知识，而并非用以指代对于这类知识的探求过程的一个专用语。具体说来，它的原意是指人们可以交流及共享的那类知识。例如，在有记录的历史之前很久，人们就已经在积累关于自然事物之运作的知识，而从中逐渐发展出复杂的抽象思维能力。诸如制订复杂的历法，让有毒植物变得可食的技术，以及国家规模的公共工程如扬子江畔洪泛平原上的水库、水坝、河堤等水利设施，还有金字塔这样的建筑物，皆为此种能力的体现。这一类知识，其真确性不随社区的不同而改变；但是，当时并没有将其与另一类与社区相关的知识，诸如神话和法律体系等等，作一致而自觉的区分。金属冶炼在史前即已出现，而已知最早制备出青铜类合金的是温查文明。炼金术据推测是从早期的把物料加热和混合的实验渐渐发展而来。

### 早期文明

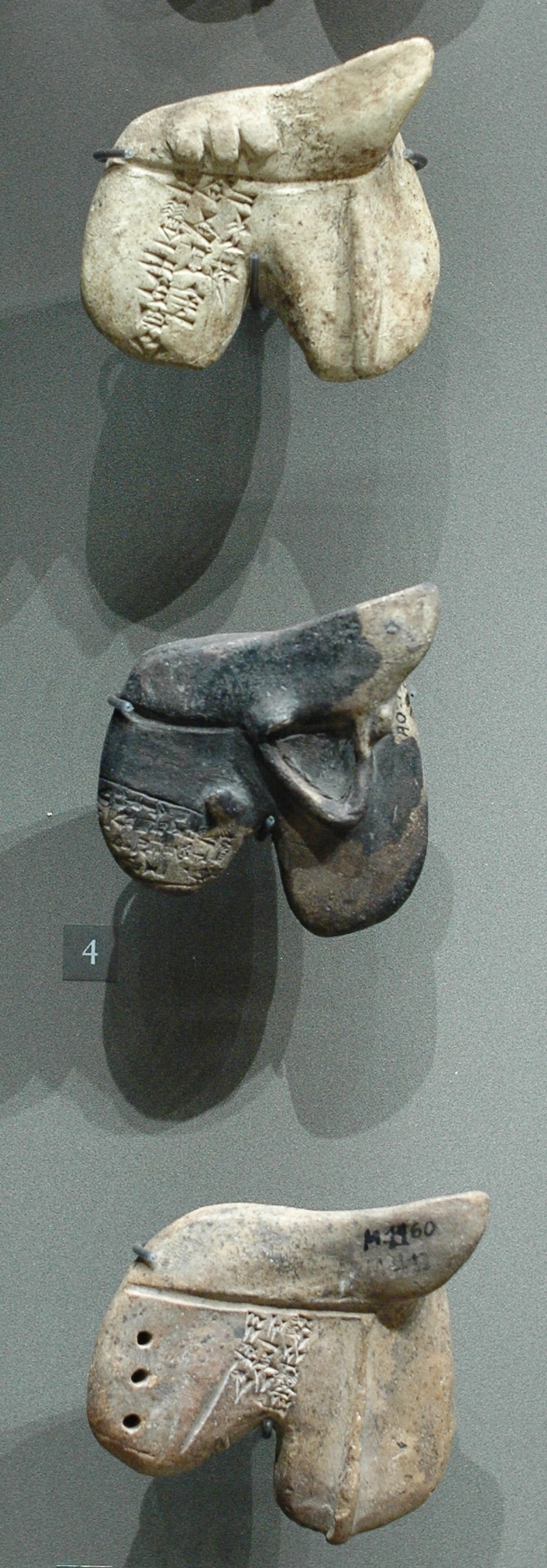
动物肝脏的粘土模型，年代测定为公元前19世纪至前18世纪，发现于(叙利亚)马里的王宫

在古代近东的概念图景中并无“自然”或“科学”的位置。两河流域的古代居民利用他们所掌握的关于各种天然化学物性质的知识来制造陶器、彩釉陶器、玻璃、肥皂、金属、石灰泥，以及防水材料；出于占卜的需要，他们亦研究了动物的生理学、解剖学和行为学，并且为了研究占星术而对天体的运行作了大规模的观测。两河流域居民对医学有强烈兴趣，最早的处方即出现在乌尔第三王朝(约 2112 BCE – 约 2004 BCE)，以苏美尔语写成。不过，这些古代居民看起来对于纯粹为了搜集大自然的信息而搜集信息没什么兴趣，而他们所研究的科学门类也主要限于具有明显的实际应用或与他们的宗教体系有直接相关的。

### 古典时代
在古典时代的世界中并无真正对应于现代科学家的角色。一些受到过良好教育、通常属于上流阶层、而且几乎全为男性的人，会对自然界进行各式各样的探究，只要他们能抽出时间的话。在前苏格拉底哲学家们发明或发现“自然”(古希腊语 φύσις)这个概念之前，人们对于描述一种植物生长的自然“方式”时所用的词，与比如说描述一个部落对某个特定的神祇的崇拜“方式”时所用的词，会不加区分。正因如此，前苏格拉底哲学家被视作第一批严格意义上的哲学家，也是第一批清楚的将“自然”与“习俗”区分开的人:209。自然哲学，即自然科学的前身，也就因此而被定义为有关自然的知识，其真确性放在每一个社区都能成立。而对这样的知识的专门化的寻求则被称为哲学，是为最早的哲学-物理学家的领域。他们多为沉思者或理论家，对天文学特别有兴趣。与之相反，试图用关于自然的知识去模拟自然（这称为技巧或技术，希腊语为τέχνη）则被古典时代的科学家们视为更适合较低阶层的工匠们的旨趣。
古希腊哲学早期的米利都学派由泰勒斯创立，并有阿那克西曼德和阿那克西美尼等后继者。这个学派首次尝试在解释自然现象的时候不诉诸超自然力量。毕达哥拉斯学派创立了一种复杂的数字哲学:467–68，并对数学的发展作出重要贡献:465。古希腊哲学家留基伯和他的学生德谟克利特创立原子论。古希腊医生希波克拉底建立了系统的医药科学的传统，后世尊其为“医学之父”。
早期的哲学式科学历史上的一个转折点是苏格拉底的范例，将哲学应用于研究人文事物，包括人性、政治实体的属性、以及人类知识本身。苏格拉底的诘问法见于柏拉图的《对话录》，是一种去伪存真的辩证方法：通过扎实的确证及消除那些导致矛盾的假说，便可找到较优的假说。此法为针对智者学派之强调巧言的一种反动。苏格拉底诘问法寻求一般的、被普遍承认的、能形塑信仰的真理，对信仰做严格审视以判断其与别种信仰有无一致性。苏格拉底批评旧有的物理学研究形式，认为其过于偏重纯空想，缺乏自我批判。据苏格拉底《自白书》所言，他后来被指控腐蚀雅典的青年人，理由是他“不相信国家所信仰的神，而相信其它新的灵性存在物”。苏格拉底驳斥了这些声言，却仍被判处死刑: 30e。

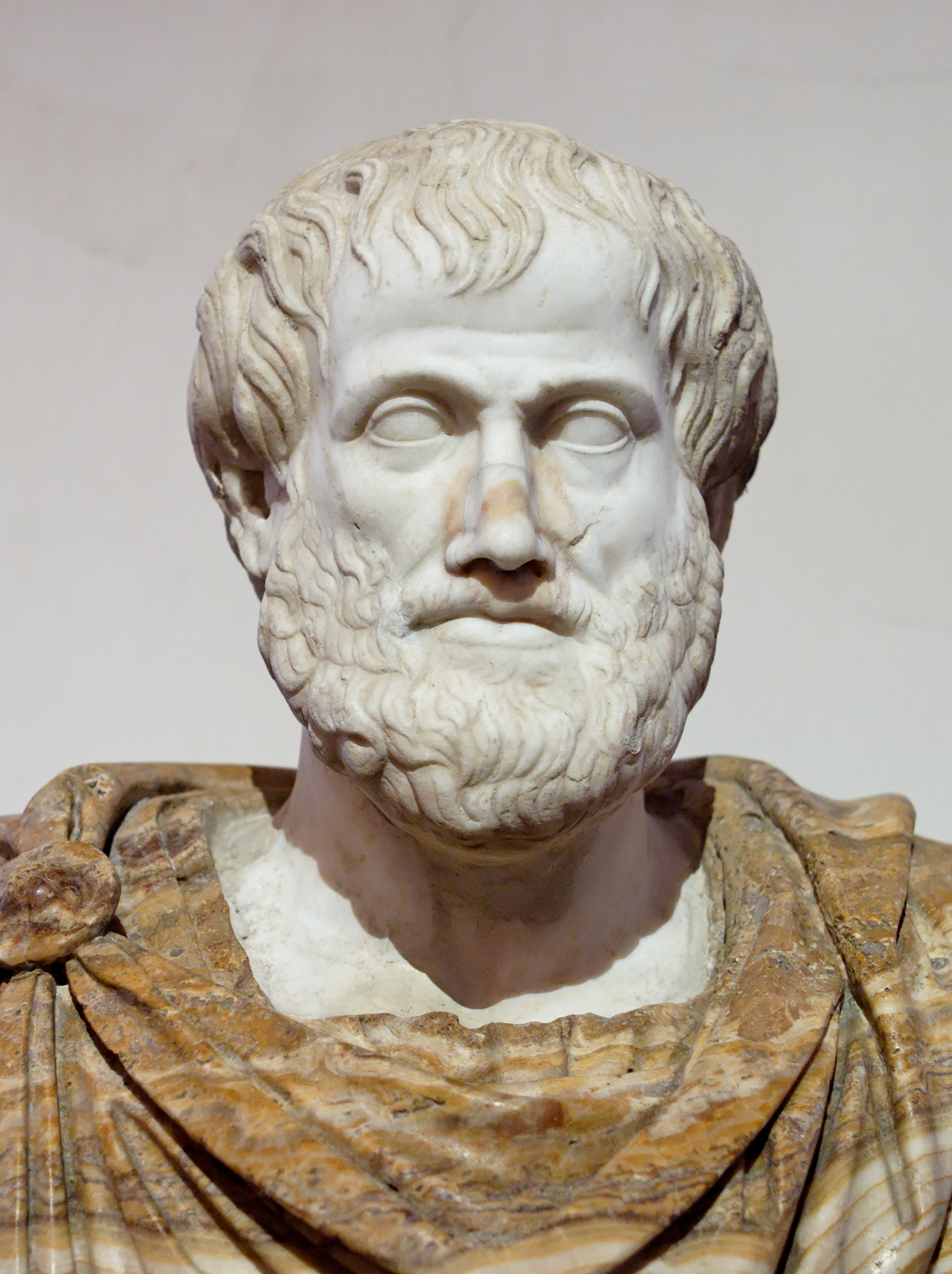
亚里士多德，公元前384–前322年，科学方法发展史上的早期人物之一

亚里士多德后来创立了一个体系完整的目的论哲学纲领：运动和变化被刻画为事物所内禀的潜能之实现，在这里潜能随事物之类型而定。在他的物理学中，太阳绕着地球转，而许多事物的本性中都包含着为人类服务的目的。每一样东西都有一个形式因，一个目的因，且在一个存在第一推动者的宇宙中扮演着自己的角色。苏格拉底学派还强调哲学应考虑有关一个人的最佳生活方式的实际问题（亚里士多德将这门学问划分为伦理学和政治哲学两部分）。亚里士多德主张，当一个人“拥有一项以某种确定方式达成的信念，而该信念所赖以建立的那些基本原理对他来说也确切的知晓”的时候，就算他科学的知晓了一样事物。
古希腊天文学家阿里斯塔克斯(公元前310–前230年)首次提出宇宙的日心说模型，将太阳置于中心，行星皆围绕太阳运行。对於阿里斯塔克斯的模型人们大都不接受，並认为其违反了物理学定律。发明家和数学家阿基米德为微积分学之发端作出了主要贡献，因此有时会被视作微积分的发明者，虽然他的原始微积分学缺少若干关键特征。古罗马的老普林尼是一位作家和博学通才，撰写了一部开创性的百科全书《自然史》，讲述了历史、地理、医药、天文、地学、植物学以及动物学。古典时代的其他科学家或者说原科学家还包括泰奥弗拉斯托斯，欧几里得，希罗菲卢斯，喜帕恰斯，托勒密，以及盖伦。

### 中世纪

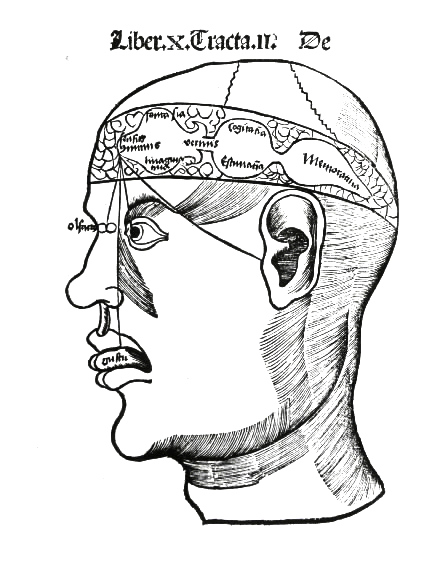
De potentiis anime sensitive, 格列高尔·赖什 (1504) 《哲学珠玑》. 中世纪科学设想我们的常理位于脑中的一个脑室，从感觉系统获得的表相在此汇总

西罗马帝国因蛮族入侵而覆灭，导致欧洲西部的知识界在5世纪时出现了衰退。与此相反，东罗马帝国(又称作拜占庭帝国)抵挡住了蛮族的进攻，保存且改进了古典时代的学问。6世纪的拜占庭学者约翰·菲约波诺斯是第一位质疑亚里士多德在物理学方面的说教并注意到了其缺陷的学者:pp.307, 311, 363, 402。约翰·菲约波诺斯对亚里士多德物理学原理的批评成为中世纪学者的灵感来源，并启发了一千年后科学革命时代的伽利略，后者在其著作中举例说明亚里士多德物理学的缺陷时广泛援引了菲约波诺斯。
古典时代晚期及中世纪早期，人们考察自然现象时沿用亚里士多德的方法。亚里士多德的四因说指定了四个“为什么”，作为对一样事物给出科学的解释时需要回答的问题。在西罗马帝国的衰亡及周期性的政治斗争过程中，一些古代的学问散佚掉了，或是在某些情形下被秘藏。科学（那时称为“自然哲学”）的一般领域以及古代世界的许多基本知识在早期的拉丁语百科全书编写者如圣依西多禄的著作中还是保存了下来；但亚里士多德的著述原文在西欧终于散佚，而《蒂迈欧篇》则成了当时唯一广为人知的柏拉图著作，是中世纪早期的拉丁文读者能见到的为数不多的古典自然哲学原著中唯一的柏拉图对话录。另一部在这一时期获得影响力的原著是托勒密的《天文学大成》，其中包含对太阳系的一个地心说描述。
古典时代晚期，许多希腊语古典文献在拜占庭帝国保存了下来。诸如聂斯脱里派教徒及基督一性论者等团体做了许多叙利亚语翻译工作，并在希腊语古典文献转译至阿拉伯语的过程中发挥作用。于是许多门类的古典学问又在哈里发国家保存下来，其中某些还得到改进。此外，相邻的萨珊帝国建立了貢德沙布爾学院，在此希腊的、叙利亚的以及波斯的医师们建立了公元6世纪到7世纪古代世界最重要的医学中心。
伊拉克巴格达在阿拔斯王朝时代建有“智慧之家”，伊斯兰世界对亚里士多德主义的研修在此兴盛起来。肯迪（801–873）是第一位穆斯林逍遥学派哲学家，以其在将古希腊及希腊化时代的哲学介绍到阿拉伯世界方面的努力而闻名。伊斯兰黄金时代从此时进入繁荣，直到13世纪蒙古西征为止。海什木及其前辈伊本·沙爾熟习托勒密的《光学》，并以实验为手段来获取知识:463–65。此外，医生和炼金术士如波斯人阿维森纳和拉齐等人还大大发展了医学科学，前者撰有《医典》，这是一部医学百科全书，一直用到18世纪；后者发现了包括酒精在内的多种化合物。阿维森纳的《医典》被认为是医学史上最重要的著作之一，而且这两人都对实验医学的实践有重大贡献，以临床试验和实验来支撑他们的主张。
古典时代希腊和罗马的禁忌使得人体解剖在那时通常是不被允许的；然而到了中世纪，情况开始改变：博洛尼亚的医学教师和学生开始把人类的尸体也打开来看，而蒙迪诺·德·卢齐(约1275–1326)编写了已知第一本基于人体解剖的解剖学教科书。
《梦溪笔谈》采用百科全书形式，集文数百篇，作者沈括（1031−1095 年）是宋代科学家、政治家、艺术家及博学之士。所涉领域甚为广泛，内容包括天文、物理、数学、地质、地理、生物医学及当时的政经军事、艺文掌故等，还总结了北宋（960−1127 年）时期的许多科技成就，对于研究北宋社会政治、科技、经济诸方面有重要参考价值，是中国科技史非常重要的文献。其中，所记载的毕昇（990−1051 年）发明的泥活字印刷术，是世界上最早的关于活字印刷的可靠史料。
至十一世纪，欧洲大部分地区已皈依基督教；较为强力的君主制政权出现；国界恢复；技术发展与农业方面的革新增加了食物供给和人口。此外，古典希腊文献开始从希腊语和阿拉伯语翻译为拉丁语，而让西欧能有较高水平的科学研讨。
至1088年，欧洲第一所大学（博洛尼亚大学）已成立，起初主要是培养书记人员。对拉丁语翻译的需求增多起来（例如这时出现了托莱多翻译院）；西欧人开始收集各种文献，不但收集以拉丁文写成的，还收集从希腊语、阿拉伯语、希伯来语翻译成拉丁文的。海什木《光学之书》的手抄副本至迟到1240年以前也已经传遍欧洲:Intro. p. xx，这从威特羅的《透视》一书将其整合在内即可看出。阿维森纳的《医典》也被译成拉丁语。尤其重要的是，罗马天主教学者开始觅求保存于智慧之家及拜占庭帝国的亚里士多德、托勒密以及欧几里得等人的著作。古典文献的传入引起了12世纪的文艺复兴，以及作为天主教与亚里士多德主义的一种综合体的经院哲学在西欧的兴盛，西欧自此成为科学的一个新的地理中心。在这一时期，实验被理解为一个细致的过程，其中包含观察、描述和分类。罗吉尔·培根是这个时代的著名科学家之一。经院哲学强烈专注于启示和辩证推理，在接下来的几百年中渐渐变得不受欢迎；而与此同时，炼金术对于包含了直接观察和一丝不苟的记录的实验之专注正慢慢变得越来越重要。

### 文艺复兴与近世科学

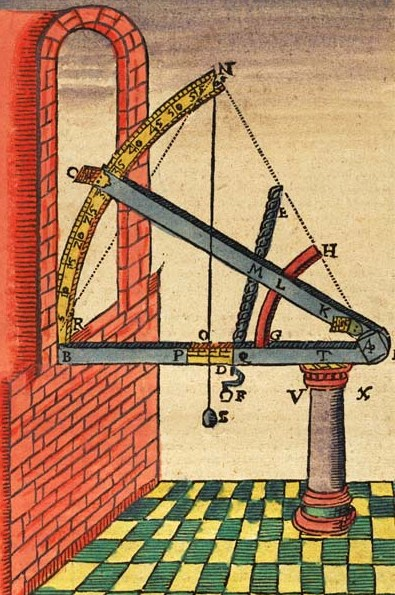
在望远镜发明之前，第谷·布拉赫自行设计科学仪器来测量两个天体之间的角距离，使天文学变得更加精确。开普勒定律即基于布拉赫的观测

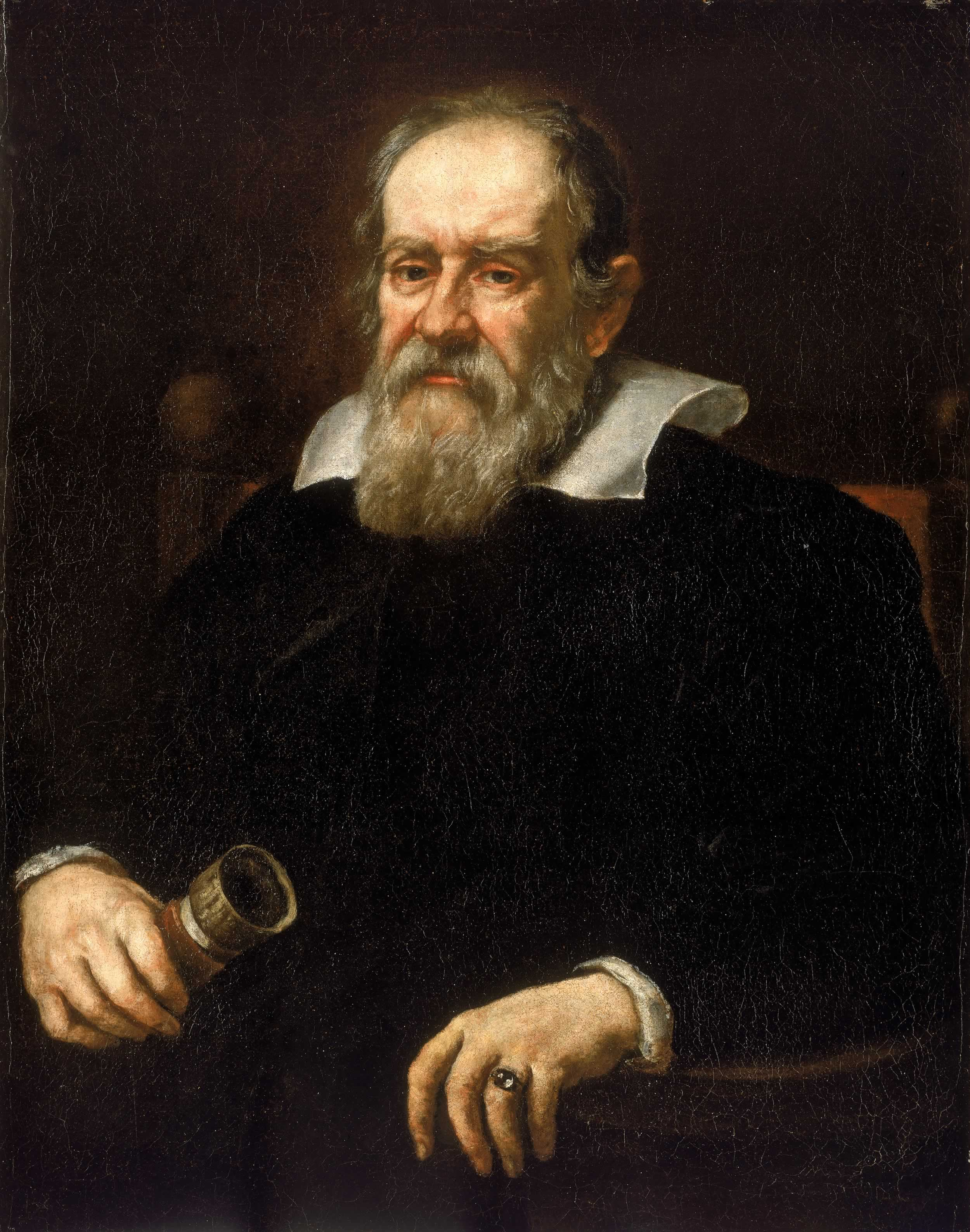
伽利略·伽利莱，被视为近代科学之父。

海什木否证了托勒密的视觉理论，但却没有对亚里士多德的形而上学作任何相应修改。与科学革命同步的一个过程是亚里士多德形而上学中的要素如伦理、目的论以及形式因果论等逐渐失去市场。学者们渐渐意识到宇宙本身很可能既无目的也无伦理需求。从一种注入了目标、伦理以及精神的物理学，发展为这些要素在其中无足轻重的另一种物理学，这个进程历经数个世纪。而天主教会出台的旨在取缔亚里士多德著作的巴黎大学1277年禁单则促进了该进程。禁单一出，理论上便有可能讨论真空及真空中的运动，而这直接导致了动力学的出现。
光学上的新发展从两个方面对于开启文艺复兴时代起到一定的作用，一是挑战了被长期信奉的形而上学观念，另一方面是贡献了诸如暗箱和望远镜等技术上的改良和发展。在如今所称的文艺复兴开始以前，罗吉尔·培根、威特羅和 若望·伯克漢姆 以一个始于感觉和知觉，最后达于对亚里士多德所说的殊相与共相之统觉的因果链为基础，各自建构起一种经院式本体论。文艺复兴时期的艺术家们运用并研究了一种后来称为透视主义的视觉模型。这种理论只用到亚里士多德四因中的三个：形式因、质料因和目的因。
《大明嘉靖三年大统历》 （黄历或编算天文年历）) 依据的是元代（1279-1368 年）天文学家郭守敬所创的天文历法系统。 1384 年，明朝钦天监对该历法进行了调整。 该书详细说明了月相，还包括对何时会出现日食和月食进行了预测。 郑和远航中使用了郭守敬的方法来确定经度和纬度。
《本草纲目》刊印于万历年间，是一部百科全书式的大作，此书作者李时珍（约 1518-1593 年），四川人，是中国历史上最伟大的医学家、药理学家和自然学家之一。1552-1578 年间，李时珍精心研究数百种资源，收集了大量资料。他远涉深山旷野，搜集第一手的草药和民间药方，并查阅了当时的各类医药书籍，最终完成了这部极具科学、 医学和历史意义的巨著。《本草纲目》一共记载了约 1800 种药材，包含很多前人未知的品种，还附有插图和大约 11000 则处方。
十六世纪，哥白尼阐述了太阳系的日心说模型，与托勒密《天文学大成》里的地心说模型相异。这项工作的出发点是一条定理，那就是行星离中心天体越远，其轨道周期就该越长，而托勒密的模型与此不符。
开普勒及其他一些人挑战知觉是眼睛唯一功能的观念，将光学研究的中心课题从眼睛转向光的传播:102。开普勒以一个灌满水的玻璃球来模拟眼球，玻璃球前方开孔，模拟瞳孔。他发现，从景观当中的某一点发出的所有光线都会成像到玻璃球后壁的一个点。光的传播链条终止于眼球后壁的视网膜。不过开普勒最广为人知的工作是发现行星运动三定律，从而改进了哥白尼日心说模型。开普勒并不拒斥亚里士多德的形而上学，而是将自己的工作描述为追寻宇宙和谐。
伽利略·伽利莱创新的运用了实验和数学。他在写作有关哥白尼学说的著作之初曾获教宗乌尔班八世赐福，写完了以后却遭到迫害。伽利略在《兩個主要世界體系的對話》一书中使用了教宗的论点，不过，是借书中一位傻瓜之口说出。这可是对乌尔班八世的大不敬。
《几何原本》为古希腊数学家欧几里得（约公元前365年－公元前300年）所著。此书最早的中文译本由利玛窦（1552年－1610年）和徐光启（1562年－1633年）合译。他们依据克拉维乌斯（1538年－1612年）校订增补的十五卷拉丁文本, 但只译出前六卷。该译本第一次把欧几里德几何学及其严密的逻辑体系和推理方法引入中国。几何的中文名称，以及几何学中点、线、平行线、三角形和四边形等术语的中文翻译，都是由此译本定名，沿用至今，并传播到日、韩等国。此书为明清时期中国士人研习西学的重要书籍。《西洋新法历书》此书原名为《崇禎历书》本书较有系统地介绍歐洲天文学知识，主要讨论历法，以及作为历法基础的天文学理论与计算方法等议题，其中采用丹麥天文学家第谷的宇宙体系，且介绍哥白尼、伽利略与克卜勒等人的天文数据与科学成果。
李之藻（1564年－1630年）協助利玛窦修订《坤舆万国全图》。除《浑盖通宪图说》外，另撰述有《同文算指》、《圜容较义》、《寰有诠》、《名理探》等。
印刷机这一新技术在欧洲北部被广泛用来发表新论述，其中某些与同时代对自然的一般看法大相径庭。勒内·笛卡儿和弗朗西斯·培根发表论述，从哲学上倡导一种新型的非亚里士多德科学。笛卡儿强调个体思考，并主张在研究自然的时候应使用数学而不是几何学。培根强调实验比思辨更重要。培根并进一步质疑亚里士多德的形式因和目的因等概念，而提倡这样的想法，那就是科学应当研究“简单”的性质比如热的规律，而不是假设林林总总的各类物体中都存在各自特殊的本性，或者说“形式因”。这种新型科学开始自视为“自然法”之描述。这种当时最新的自然研究方法论被视作机械唯物论。培根还主张，科学应首先着眼于提供能够改善所有人生活的实用发明。

### 启蒙时代

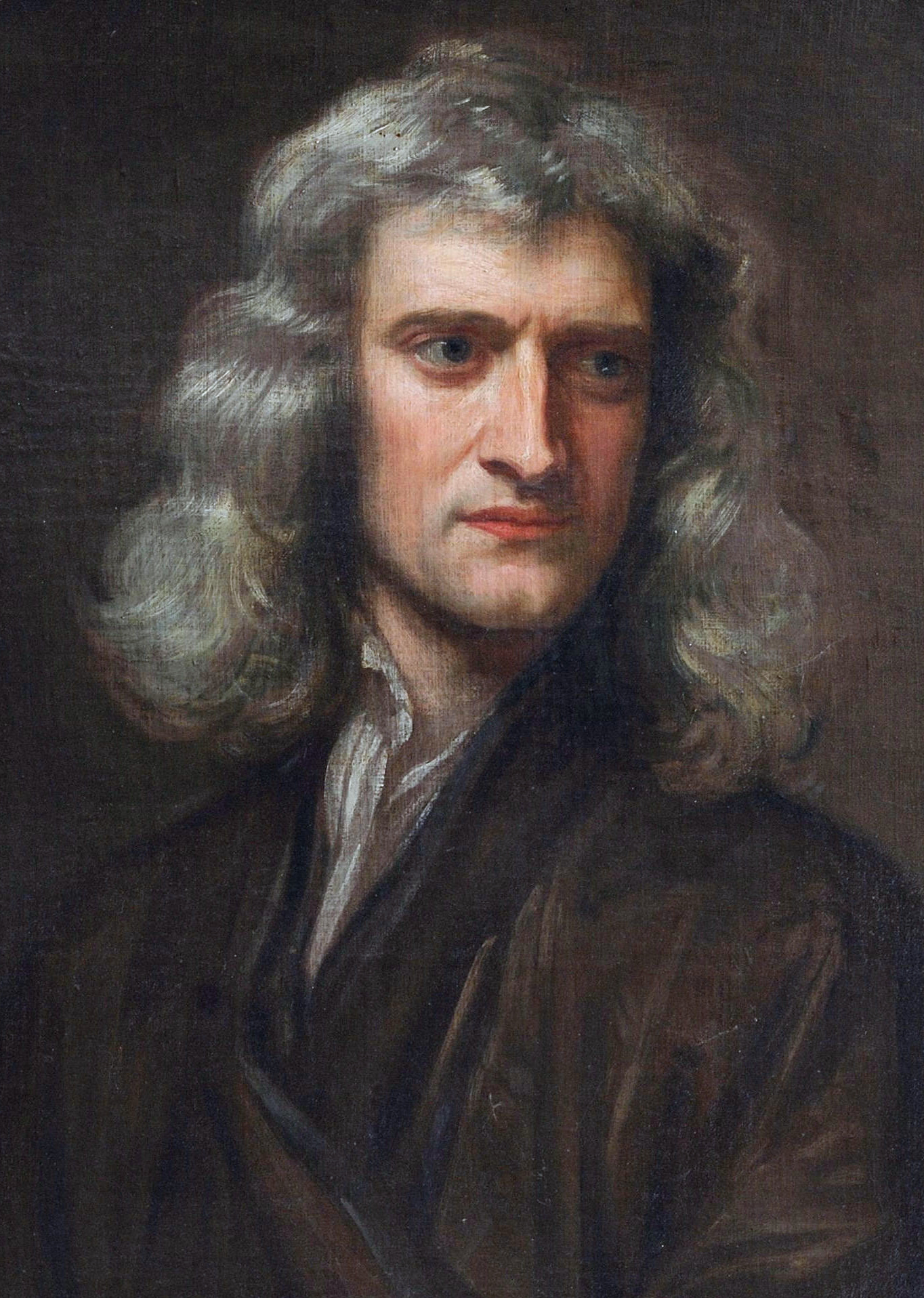
艾萨克·牛顿（此为1689年画像），在经典力学、引力理论和光学等领域作出奠基性贡献。牛顿与莱布尼茨同为微积分的创立者

作为启蒙时代的先导，艾萨克·牛顿和戈特弗里德·莱布尼茨成功建立了一种如今称为经典力学的新型物理学，这门学问可以被实验验证，可以用数学解释。莱布尼茨亦从亚里士多德物理学借用了一些术语，然而是在新的、非目的论的意义上使用，如“能量”和“势能”（亚里士多德的实现(energeia)与潜能(potentia)之近代版）。这体现出对客体的观念之转变：曾被亚里士多德指出具备特定的、可以实现的内禀目标的客体，如今被认为没有什么内禀目标。以弗朗西斯·培根的方式，莱布尼茨假定，所有不同类型的事物皆遵照相同的自然法则运行，而并不拥有个个不同的形式因或目的因。也正是在这个时期，“科学”这个词被越来越经常的用以指代对某种类型的知识的某种类型的探求，特别是对自然知识的探求，这就与古老的“自然哲学”这个词的涵义逐渐趋近了。
在这一时期，科学所被宣示的目的转变为产生财富和发明，以从物质主义的取向上来改善人类的生活，也就是拥有更多吃的、穿的、以及其它用品。用培根的话来说，“科学真正的、合法的目标，是馈赠给人类生活以新的发明和财富”。他不鼓励科学家追求无形的哲学或精神理念，认为这些除了带来“如一缕轻烟般的或庄严或愉悦的沉思”之外，对人的幸福没什么助益。

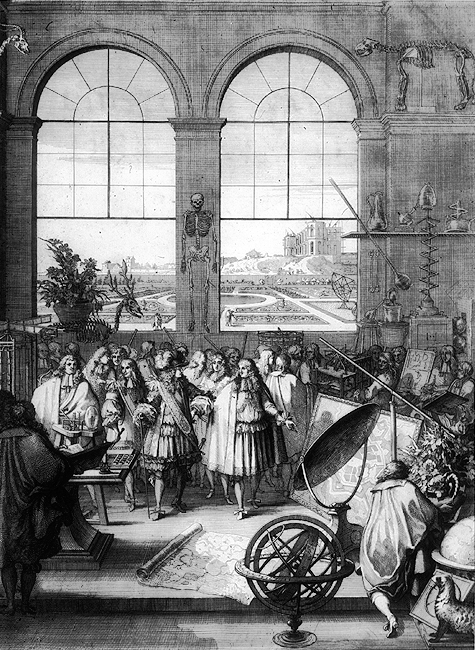
1671年，法王路易十四访问法国科学院

在启蒙时代，科学学会及学院支配着科学，在很大程度上取代大学成为科学研究和发展的中心。学会和学院亦是科研职业走向成熟的中枢场所。另一重要发展是科学在不断增加的有文化人口中的普及。启蒙思想家们向公众介绍了许多科学理论，其中最知名的是通过《百科全书》以及伏尔泰和沙特萊侯爵夫人（牛顿所著《原理》的法语译者）对牛顿主义的推介。
一些历史学家觉得在科学史上18世纪是一个乏味的时期；然而，18世纪见证了医学实践、数学、物理学的重要进步；生物分类学的创立；对于磁和电的重新理解；以及化学作为一门学科的成熟，为现代化学奠定根基。
启蒙时代的哲学家们在将自然及自然法这样的简单概念应用于到那时为止的每一个物理科学及社会科学领域时，选取了较为晚近的科学先驱——主要包括伽利略、波义耳和牛顿——作为这样做法的导师和保证人。如此一来，历史的教训以及架构在其上的社会制度在他们看来便都不足法了。:2

### 19世纪

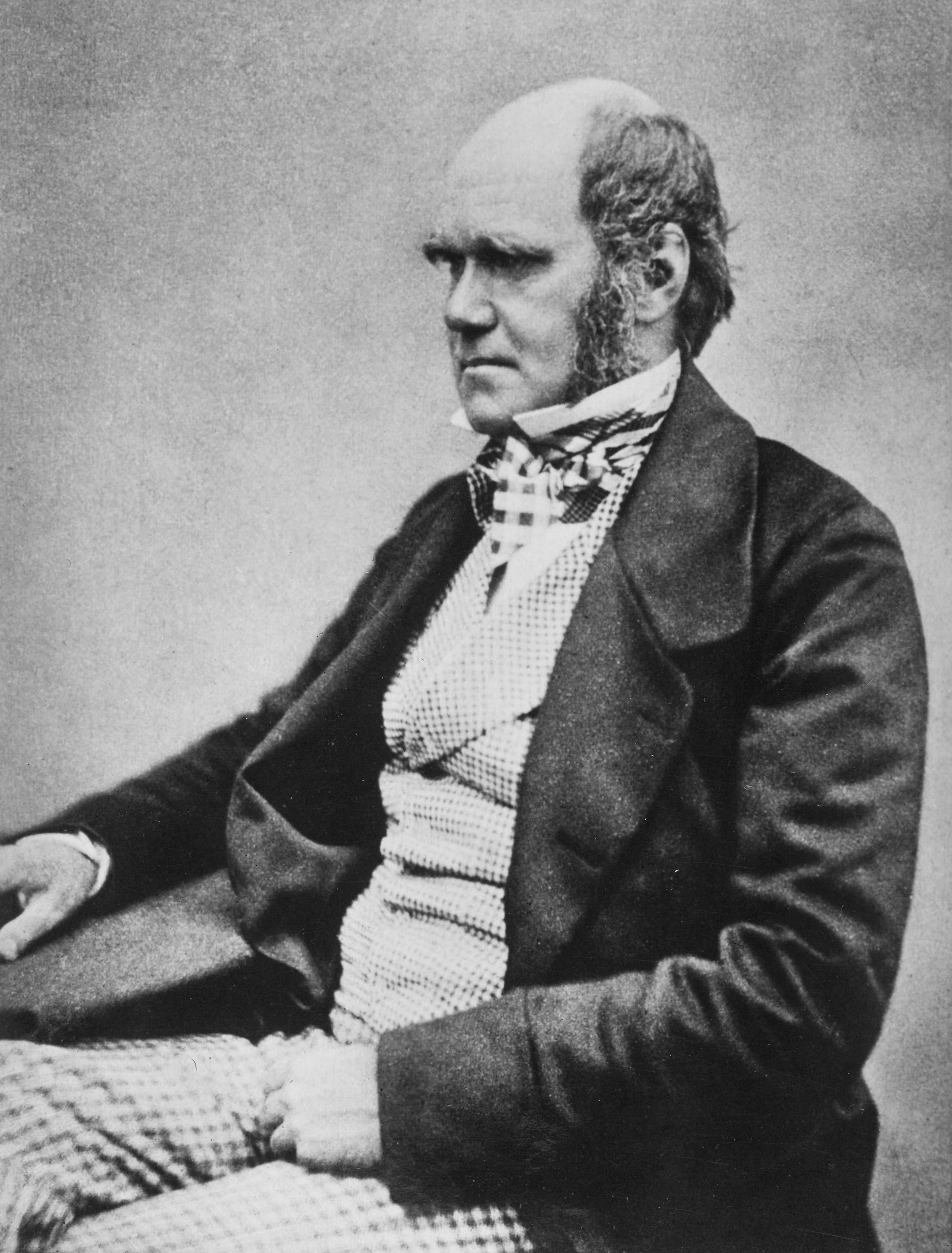
1854年的查尔斯·达尔文，当时正在准备出版《物种起源》

十九世纪是科学史上一个特别重要的时期，在这个时代，当代科学的许多标志性特征开始凸显，如：物理科学与生命科学的改造，精密仪器的频繁使用，诸如“生物学家”、“物理学家”、“科学家”等名词开始浮现；随着“自然哲学”、“自然史”等古老的标签渐趋过时，研究自然的人员专业性增强，业余博物学者减少；科学家在社会生活的多个方面取得文化上的权威，许多国家的经济扩张及工业化，科普写作的繁荣，以及科学期刊的出现。
19世纪初，约翰·道尔顿提出了现代原子理論，该理论源自德谟克利特的称为“原子”的不可分粒子的观念。

迈克尔·法拉第研究了燃烧和化学反应，并于1848年在王家研究所以一系列演讲报告了此项研究：《一支蜡烛的化学史》，1861年

約翰·赫歇爾及威廉·惠威爾将方法论系统化：后者第一次使用“科学家”这个词。
查尔斯·达尔文发表《物种起源》，使进化论成为生物复杂性的流行解释。他的自然选择理论对物种如何起源给出了一个自然的解释，不过这个理论获得广泛接受还要等到一个世纪之后。
能量守恒、动量守恒和质量守恒这三大定律似乎表明宇宙高度稳定，资源不太会减损。然而，随着蒸汽机的出现和工业革命，人们越来越清楚的认识到物理学所定义的那些能量形式并非同样有用：它们的能源品质不同。由这一认识而引出热力学定律的发现，表明宇宙总的能源品质在持续下降：宇宙的熵随着时间的推移而增加。
电磁学亦于19世纪创立，而这一理论又提出了在牛顿力学框架内不易回答的新问题。19世纪的最后十年见证了解构原子的现象的发现：X射线的发现启发了放射性的发现。而翌年便发现了第一种亚原子粒子——电子。

### 20世纪

DNA双螺旋是一种将控制生物生长和机能的遗传指令编码于其中的分子，用于已知所有细胞生物及许多种类的病毒

爱因斯坦的相对论，以及量子力学的创立，使得经典力学为一种新物理学所取代，其中包含分别用以描述自然界中不同类型事物的两部分理论。
20世纪上半叶，抗细菌药及人造肥料的发展使得全球人口增长成为可能。同一时期，原子结构及原子核被发现，而引至“原子能”（核能）之释放。此外，20世纪的战争刺激了技术革新，其大规模应用引发了运输（汽车与航空器）革命，以及洲际弹道导弹的研发、太空竞赛、核军备竞赛。
DNA的分子结构于1953年确定。1964年发现宇宙微波背景辐射，这使得稳恒态理论被摒弃，而由乔治·勒梅特所创立的大爆炸宇宙学成为主流理论。
20世纪下半叶发展起来的航天技术让人们第一次能够在太空其它物体上或其附近作天文观测，其中包括载人登月。通过空间望远镜，人们取得无数天文学及宇宙学发现。
20世纪的最后25年中，集成电路的广泛应用，结合通讯卫星，引发了信息技术革命，以及全球互联网和移动计算（包括智能手机）的兴起。出于对漫长而又错综复杂的因果链和巨量数据作大规模系统化处理的需要，诸如系统论以及计算机辅助科学建模等学科开始兴起，而它们又部分的基于亚里士多德的范式。
在这个时期，环境危害问题，如臭氧层空洞、环境的酸化（包括土壤酸化、淡水酸化及海洋酸化）、水体富营养化以及气候变化等等，开始引起公众关注，环境科学与技术自此发端。

### 21世纪
人类基因组计划于2003年完成，测定了组成人类DNA的核苷酸碱基对的顺序，并确认了人类基因组中的所有基因，绘制了其图谱。诱导性多能干细胞于2006年取得突破，这项技术能让成年体细胞转化为干细胞，后者可以再转化为人体内任意其它类型的细胞。这对于再生医学有巨大的潜在重要性。

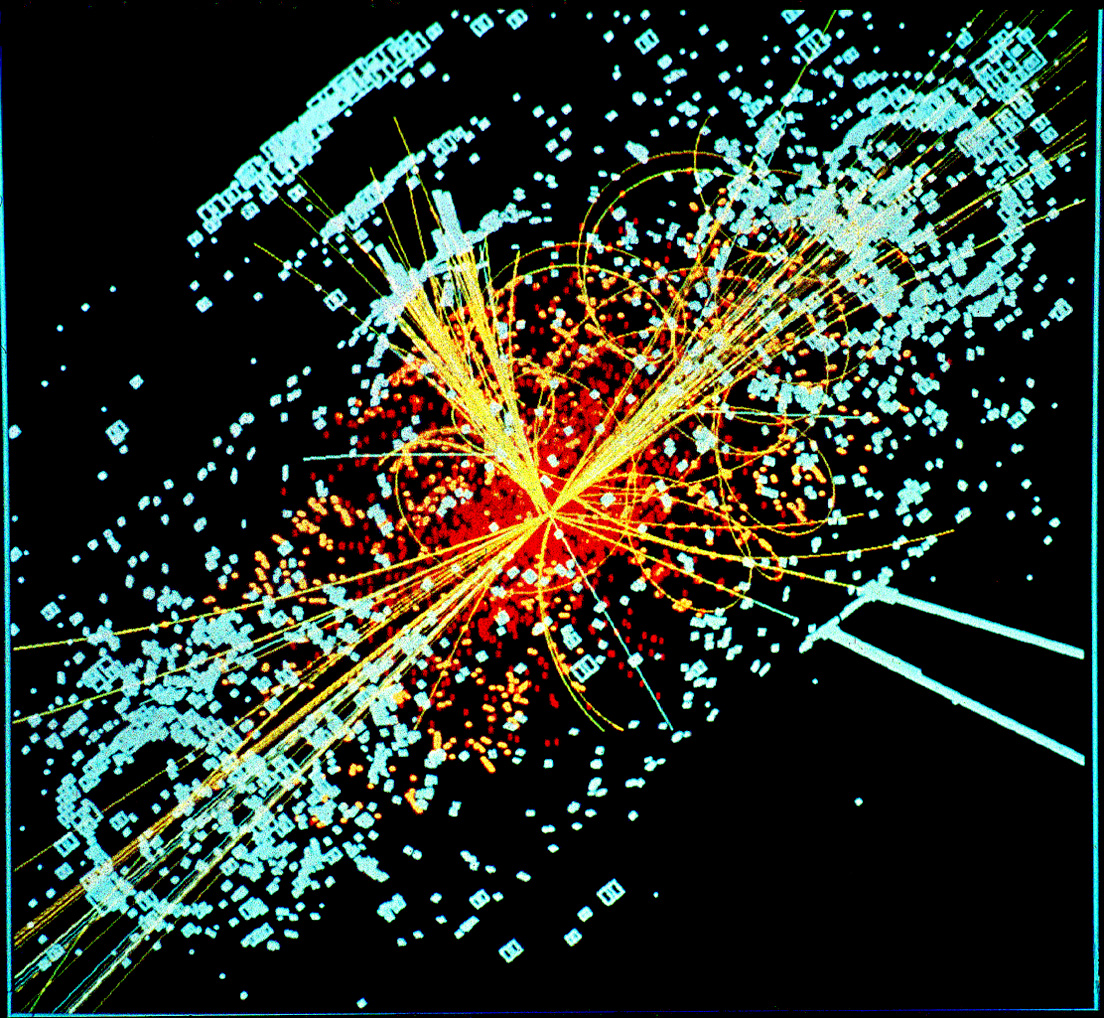
大型强子对撞机(LHC)紧凑μ子线圈(CMS)探测器中的一个模拟事件，展示希格斯玻色子出现的可能迹象

随着希格斯玻色子于2012年被发现，粒子物理标准模型所预言的最后一种基本粒子也找到了。2015年，由广义相对论在一个世纪前所预言的引力波被首次直接观测到。
2015年诺贝尔生理学或医学奖获得者屠呦呦，因其在寄生虫疾病方面的研究获奖。她发现的全新抗疟疾药物青蒿素，世界卫生组织推荐将基于青蒿素的复合疗法作为一线抗疟治疗方案。

## 分支
现代科学通常可划分为三大分支，即形式科学、自然科学、社会科学。每一个分支都包括各种专门化而又相互重叠的科学学科，它们常拥有各自的命名法及专业技能。自然科学与社会科学皆为经验科学，即它们的知识建立在经验证据的基础上，能够由其他研究者在相同条件下检验其有效性。还有一些密切相关的学科是运用科学知识以达到实用目的，如工程学和医学等，这些学科也被称作应用科学。形式科学、自然科学、社会科学、应用科学等四大領域，其分类关系如下表所示。
|          | 形式科学             | 经验科学                                 | 经验科学                                                       |
| 自然科学 | 形式科学             | 社会科学                                 |                                                                |
| 应用     | 電腦科學             | 工学、農学、医学、药学                   | 工商管理、法学、教育学、會計學、金融學、管理學、市場學、新聞学 |
| 基礎     | 逻辑学、数学、統計学 | 物理学、化学、生物学、地球科学、太空科學 | 经济学、政治学、社会学、心理学                                 |

### 形式科学

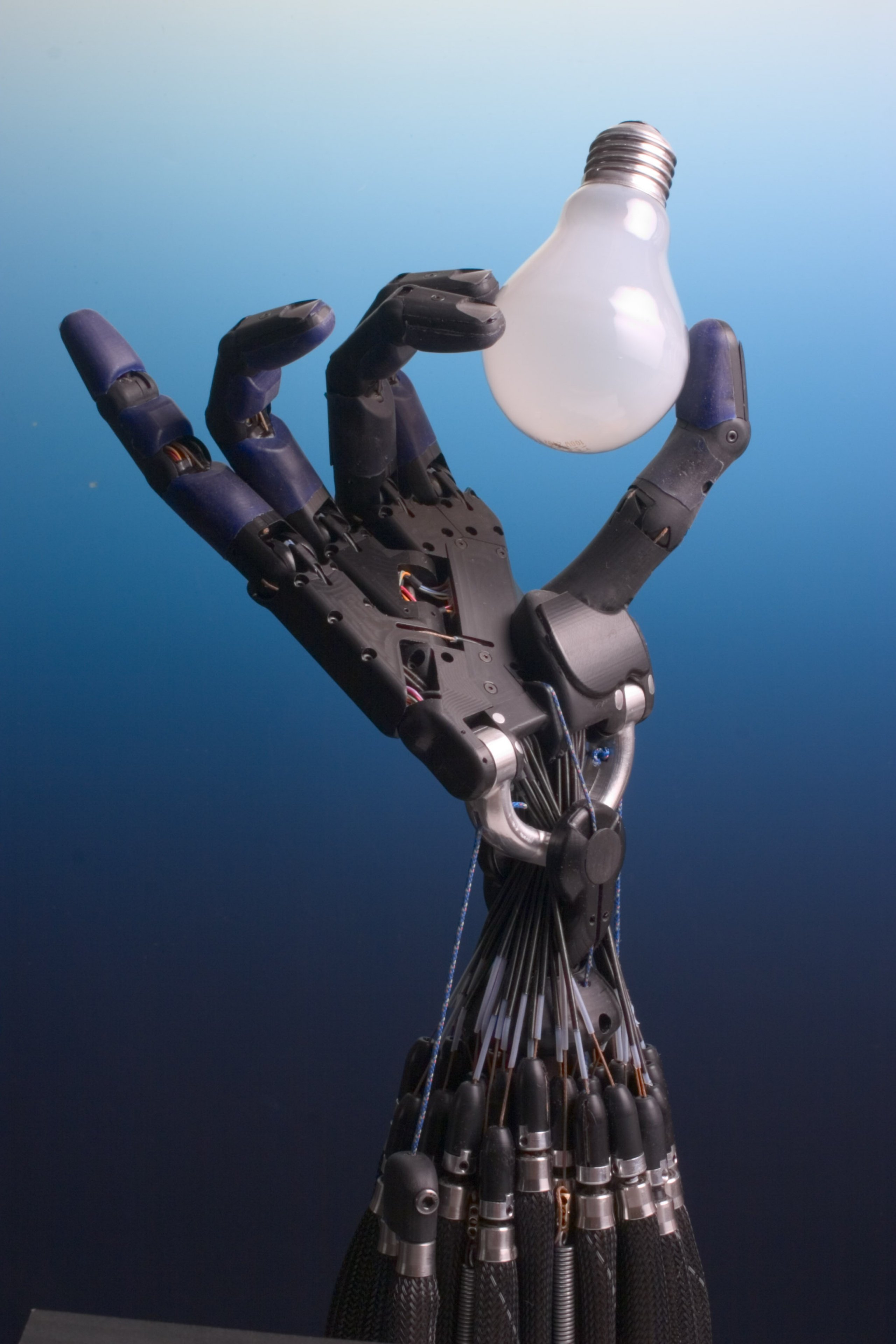
一只类人类机械手（见 Shadow Hand 系统）

形式科学是指主要以抽象形态的形式系统为研究对象的科学。它包括数学、系统论、理论计算机科学以及人工智能。形式科学与自然科学、社会科学的共同点是它们都仰赖于对某个知识领域的客观、细致、系统的研究；形式科学与经验科学的不同点则在于前者仅关心基于定义和规则之上的形式性质，手段为演绎推理，而并不关心理论在现实世界的观察中的有效性，无需经验证据来证实其抽象概念。所以说形式科学是先验的学科，也因此，关于它们能否真正算作一类科学存在不同意见。但不管怎样，形式科学的方法手段却可以应用于构造和测试用来实践现实观测的科学模型，从而在经验科学中扮演了重要角色。比如，微积分最初就是为了理解物理学中的运动而发明的。自然科学与社会科学中，强烈倚赖数学之应用的分支包括数学物理、数理化学、数理生物学、数理金融学、数理经济学等。

### 自然科学

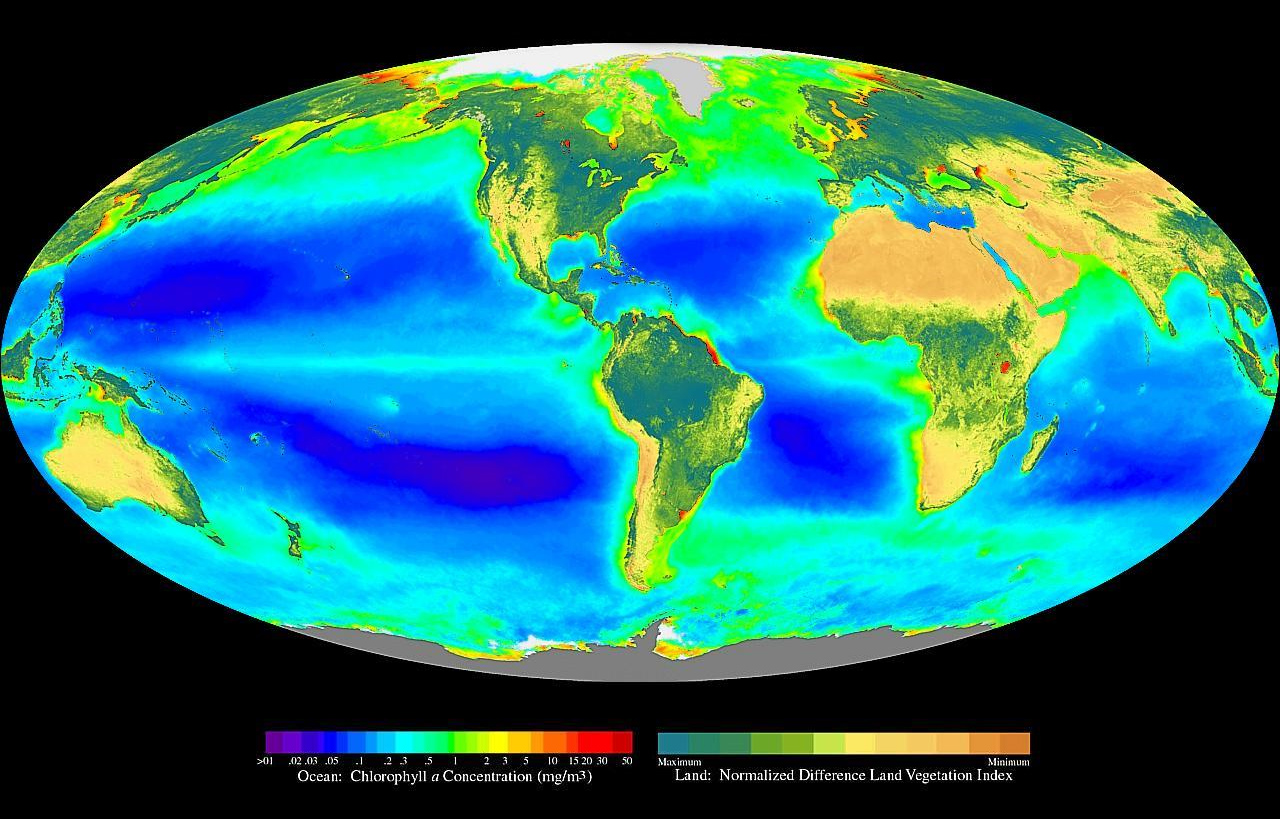
展示全球海洋及陆地光合自养生物丰度的伪彩色合成图像，SeaWiFS传感器拍摄，美国宇航局/戈达德航天中心及GeoEye卫星公司提供

自然科学致力于通过观察和实验取得经验证据，以此来描述、预测和理解自然现象。它可划分为两个主要分支：物理科学及生命科学（或生物科学）。物理科学又被划分为一些子分支，其中包括物理学、化学、天文学和地球科学。两个主要分支还可进一步划分为更加专门化的学科。现代自然科学的前身是始自古希腊的自然哲学。伽利略、笛卡儿、弗朗西斯·培根和牛顿皆曾讨论过系统性的使用更为数学化且更加倚重实验的研究方法的益处。至今，哲学式的观点(perspective)、猜想(conjecture)和前設(presupposition)在自然科学中仍具必要性，虽然常被忽视。出现于16世纪的旨在对植物、动物和矿物等等进行描述和归类的自然史，在现代为系统性的资料采集所接替，其中包括基于发现的科学。当今，“自然史”这个词更多时候意味着向普罗大众所作的观察性描述。

### 社会科学

在经济学中，供给和需求模型描述了价格如何作为产品供应水平和需求之间平衡的结果而变动

社会科学关切的是社会，以及一个社会中的个体之间的关系。它有许多分支学科，包括但不限于人类学、考古学、传播学、经济学、历史学、人文地理、法学、语言学、政治科学、心理学、公共卫生、社会学。社会科学家在研究个体及社会时，所采取的哲学立场有可能各不相同。举例来说，实证主义社会科学家使用与自然科学中相似的方法作为理解社会的手段，从而将科学的定义较为严格的限于现代科学。与之相反，解释主义社会科学家会更倾向使用社会批判或象征性解释，而非凭实证来构建可证伪理论，于是科学在这里的意义更为宽泛。在当今的学术实践中，研究者往往采取折衷主义而运用多种方法论（比如说将定量研究与定性研究结合来做）。“社会研究”这个术语亦变得具备一定程度的自治性，其目标和方法对不同学科背景的研究者来说是相似的。

## 科學研究

### 测量
科学中常常使用测量来作出对比并减少分歧。即便是有明显的区别，也会通过测量提高精度，以便提高可重复性。例如不同的颜色可以通过光的波长来区分，而不使用“绿”或“蓝”等“模糊”的概念。测量常使用国际单位制(SI)，其中包括基本单位：千克, 米, 坎德拉, 秒, 安培, 开尔文和摩尔。第一个提出专门用于实验的国际基本单位的是查尔斯·桑德斯·皮尔士 (1839–1914),他提出用米来定义谱线的波长。这直接影响到迈克耳孙－莫雷实验; 迈克耳孙和莫雷参考他的方法并进行了改进。

七个SI系统的基本单位以及它们的定義之间的依存關係：箭頭終點的單位依靠起點的單位定義

### 科学的方法
任何研究方法要被視為科學方法，則必須是客觀的（科學家們不能對於科學方法下產生的單一結果有不同的解釋且研究時不能故意去改變結果的發生）。另一項基本期待，則是必須有完整的資料文件以供佐證，以及研究方法必須由第三者小心檢視，並且確認該方法能重製（但在量子力学中，制备完全一样的复杂量子态是难以实现的；另外理论地理学也难以进行重复实验，但规律无疑也是确定存在的）。一般理解，科学是对自然规律的追求。科学定律，有一个重要的标准，就是不能有反例。任何一个客观存在的，能够重复的现象，如果于已有的科学定律矛盾，即宣布此科学定律的终结。这也是反证法在理论分析中的应用依据。科学方法使用可再现的方法解释自然现象。从预测当中提出思想实验或假设。预测是在确认实验或观察前提出的，用于证明其中没有受到干预。而对预测的反证则是进步的证明。科學研究者提出假說來解釋自然現象，然後設計實驗來檢驗這些假說，这种实验需要在可控条件（控制变量）下模拟自然现象（在观测科学，如天文学或地质学，可预测的观察结果可以替代核对实验）。整体而言，科学方法可以解决极度创新的问题而又不受主观偏见的影响（又称確認偏誤）。

#### 数学的作用
除上述原则外，目前多数科学研究大量依赖于数学方法。在制定实验方案时，会借助优选法（试验设计）知识优化不必要的多余试验，以达到事半功倍的效果。对于单次试验成本较高的研究来说，减少不必要的试验可以极大地节省经费开销。在处理数据时，会应用SPSS、MatLab等软件便捷地分析和处理数据。偏难或偏繁杂的常见计算都可由软件执行。主流的商业软件都会充分考虑用户的难处，所以界面设计大多简洁明了，比较容易上手。而专业一些的软件则需要较多一些的学习时间，如应用广泛的R语言。许多软件都会允许人们开发专门的软件功能扩展包并发布下载，以方便有不同特定需要的研究人群。当研究者提出一个新的计算模型时，就能马上通过编程在现有软件的基础上实现。对于由测量数据而得出的结论，还需要运用数理统计学方法检测结果的显著性。研究人员需要根据不同的样本数量大小（是大样本还是小样本）和数据比较类型（是两组数据比较还是多组间比较等）确定合适的统计模型，然后在软件中输入数据并计算结果的显著性数值。如果显著性标准不达标，则论文一般不会有通过评审的希望。这样的行业现状也有弊端，许多有启示性的失败实验得不到机会发表；很多人会把论文数据的达标当成研究的头等大事，而忽略了自己从事研究工作的初衷。尽管目前所有理工学科和多数人文学科都不同程度地应用了数学作为论证工具，但数学在各种具体学科中应用时并不能喧宾夺主。一般来说，分析问题需要有所侧重，优先考虑对问题影响重要的因素，能作近似处理的就先作近似，而非对每个因素都用同样严格的数学方法处理，即提倡“重点论”的思想。在各个细节都努力追求数学严密性而忽略了问题的最主要矛盾是非常错误的做法。如果一个问题的影响因素过多，难以分清主次，则可以尝试利用统计学中主成分分析的方法加以确定。又如利用数学计算分析一个生物学模型时，比起计算结果是否准确或运算技巧是否高明，生物学家会更关心计算的结果是否能明显地体现出某种生物学意义（如哪些自变量对因变量影响最大？是正相关还是负相关？是几次方的关系？是否在到达一定数量后会出现饱和效应？）以及能否顺利通过大量实验数据的验证。另外，虽然科学理论分不同层次。但基础层面学科中的原理未必可直接适用于复杂层面的学科研究。这也导致了后来系统科学理论的出现。比如物理学是化学的基础，很多化学现象归根结底都可分解为一些量子层面的物理原理。虽然理论物理学家推崇还原论，但也承认量子力学中的微分方程求解方法在一般的化学实际研究中根本派不上用场。化学研究中常遇到的多原子系统在物理学中是属于非常复杂的模型，即使用近似方法计算也是极为繁杂的。所以化学家虽然需要学习和了解基本的物理原理，但会花更多时间掌握仅适用于本学科的特定研究方法。又如变分学和线性泛函分析虽然是现代物理学的重要数学基础，但物理系学生一般不会像数学系学生一样系统地学习这两门课程。又如虽然物理系和电子工程系都会开设专门的复变函数论课程，但一般的实际工作和研究中用到的复数知识并不多，多局限于复数的初等性质、复内积的性质、积分变换和共形变换。

### 科学哲学
近代的科学，旨在理性、客观的前提下，用知识（理论）与实验有力地阐明事物运作的明确规律。由指以培根和马赫等人倡导的实证主义（不过培根低估了数学在科学研究中的重要性），伽利略为实践先驱的实验方法为基础，以获取关于世界的系统知识的研究。主要是以自然现象为对象的自然科学。有些人也将以社会现象为对象的社会科学纳入其中，但社会学科的知识多只局限于人类社会，而且没有精确度很严密的数学公式或易证伪的命题。而艺术，哲学，宗教，文学则完全不属于科学。现代科学，有时还包括以人类思维存在为对象的思维科学。对于科学的核心特征或者说所谓科学精神，随着人类的进步，有不同的观点，目前一般认为科学具有如下特征：
- 理性客观：从事科学研究不以“孔子儒家”“神”、“鬼”、“上帝”为前提（一些科学家會信仰宗教，但是“科学”本身是理性思维的结果），一切以客观事实的觀察为基础，通常科學家會設計實驗並控制各種變因來保證實驗的準確性，以及解釋理論的能力。科学理论不排斥“神”或“鬼”存在的可能性，只是反对故意装神弄鬼的不诚实行为，避开缺乏可靠证据的神学空谈。拉普拉斯认为科学是不借助神怪假设而单凭理性解释世界的学问。
- 可否證性：这是来自卡尔·波普尔的观点，人類其實無法知道一門學問裡的理論是否一定正確，但若這門學問有部份有錯誤時，人們可以嚴謹明確的證明這部分的錯誤，的確是錯的，那這門學問就算是合乎科學的學問。
- 存在一个适用范围：也就是说可以不是放之四海皆准的绝对真理。例如：牛顿力学在微观世界失效。不過科學家們仍然努力尋找與探索是否有某種理論可以囊括所有自然現象（至少在物理界，將相對論與量子力學合併是一至少延續數十年的野心）。
- 普遍必然性：科学理论来自于实践，也必须回到实践，它必须能够解释其适用范围内的已知的所有事实。如果其适用范围内有任何无法解释的反例存在，那么整个理论就都是错的。
- 研究过程需严格控制变量。对于相互作用不易分离的多个重要变量，可设法利用统计学方法（如方差分析）对来自不同变量的影响加以分离。

科学还可以分为从理论和应用等多个层次。其中理论物理学除遵循上述原则外，还推崇还原论，追求用最简略的假设描述广泛而深刻的原理。苏联物理学家朗道指出“我们已知的大量物理定律可以由为数不多的最一般规律推演出来。”爱因斯坦也指出任何事情都应该以最简明扼要的方式呈现。而应用科学则与社会发展有直接关系。在与社会进步的相互作用中，应用科学对实践的指导作用得到不断加强，科学体系本身也不断壮大，它对人类历史的重大影响日趋显著。

### 科学文献
在论述非原创观点或引用他人成果时，需要注明资料来源，以方便考证与查阅。现代学术服务机构普遍使用计算机数据库储存与检索文献。1665年1月，世界上第一个人文类学术期刊《学者周刊》（Journal des Sçavans）创刊。同年3月，第一个理工类研究杂志《自然科学会报》创刊。此后，学术类期刊数量逐步增多。1981年时，曾有人估计当时的全球的学术期刊总数已达11500份。仅与生命科学有关的学术杂志，在美国国家医学图书馆中就已列举出5千份。虽涵盖39种语言，但其中九成是英文杂志。一般人文学科在需要引用文献时，一般需多列几项参考资料。对于理工学科而言，《华盛顿邮报》文章称，“鉴于中国国内学术抄袭与造假的现象较多，在引用国内文献时，一般也需多列几项参考资料”。少数行业精英有时在发表刊物或专著时，因几乎均为原创内容，即使不写参考资料也能顺利发表，例如费曼等。目前的学术期刊广泛采用同行评审的方式来履行学术质量把关。但同行评审机制不能完全防止学术造假的发生。在知名杂志发表论文时，同行评审会更加严格。不过同行评审非常严格的《科学》和《自然》等杂志也有可能出现论文造假事件，21世纪初比较知名的学术造假案例有韩国科学家黄禹锡造假事件与日本科学家小保方晴子造假事件。评价学术期刊影响力的常见参考标准之一是看其影响指數(IF)的大小。影响指数高的期刊会更引人关注。过于强调影响指数的作用则是一种迷信的行为。另外，影响指数评价的是期刊在一段时期内所有论文的平均影响力，而有些人误把影响指数当作了判断特定论文及其投稿人的水平标准。在知名期刊发表论文的研究者更易获得更多的科研经费。由于知名期刊的关注度更高，所以时间有限的人会优先阅览知名期刊，长此以往，在知名期刊投稿的作者的被引用几率会越来越大，而在不知名期刊投稿的作者的被引用几率会越来越小，造成评价标准越来越不公平的恶性循环。影响指数的提出者尤金·嘎菲德也指出同一期刊中不同文章的水平是不一样的，不能一概而论，更不该作为评价个人能力的标准。一种变通的应对方法是在发表论文时先尝试给比自己预期稍好一些的杂志投稿。2005年，物理学家乔治·希尔施提出了用于评价物理学家个人研究能力的H指数。

## 科学共同体

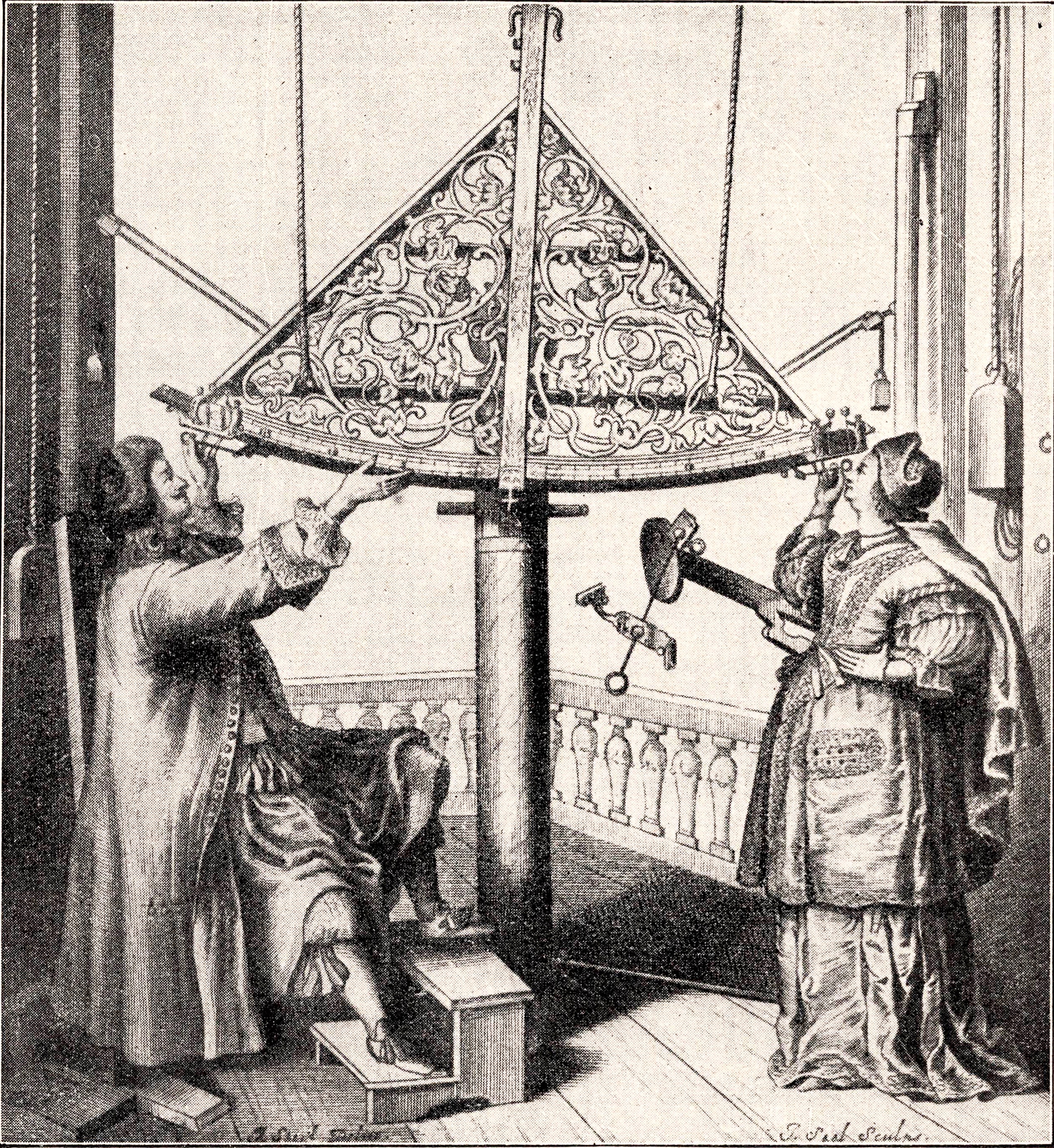
約翰·赫維留与妻子伊丽莎白于1673的观测。他们是皇家学会的第一批外国成员

科学界，或称为科学共同体，指所有能够互相交流的科学家，以及他们各自所在的学会及研究所。一般其会被按不同工作的领域分成子社群。其中也有很多跨学科，跨机构的活动。

### 科学家

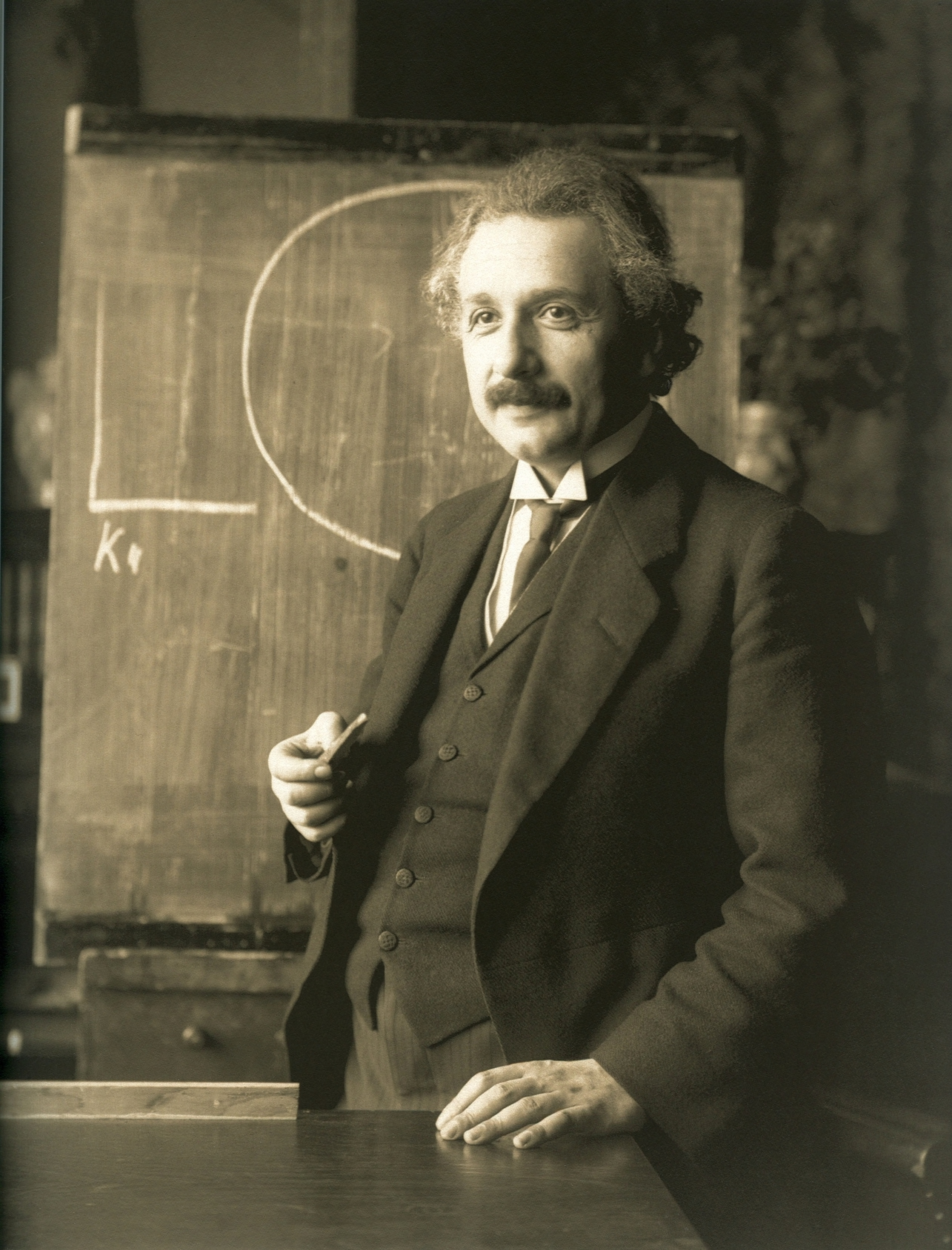
德国出生的科学家阿尔伯特·爱因斯坦(1879–1955)创立了相对论。他并以其在理论物理方面的工作获1921年诺贝尔物理学奖

科学家是从事科学研究以在某个感兴趣的领域增进知识的个人。“科学家”(scientist)这个词系由威廉·惠威尔于1833年第一次使用。在现代，许多职业科学家会在一所学术机构中接受训练，训练完成后获得一个学位，最高学位为博士，如哲学博士(PhD)、医学士(MD)、工程学博士(DEng)。许多科学家在各个国民经济部门中继续其职业生涯，如学术界、产业界、行政机构、非营利组织。
科学家显示出对现实的强烈好奇，部分科学家还谋求运用科学知识以增益于健康、国家、环境、实业；从事科学的其它动机还包括取得同侪承认，以及名望。诺贝尔奖即为一种公认名望很高的奖项，每年一次颁授给在医学、物理学、化学、经济学方面取得科学进展的人。
自古至今，就基础科学（不同于应用科学）而言，有一个特点变化不大，即相对宽裕的家境对于专职从事基础科学研究来说是一个显著优势。而应用科学因相对来说较易出成果，且易转化为可创造财富的生产力，故对专职研究者的家境不会有限制。

#### 科学领域中的女性

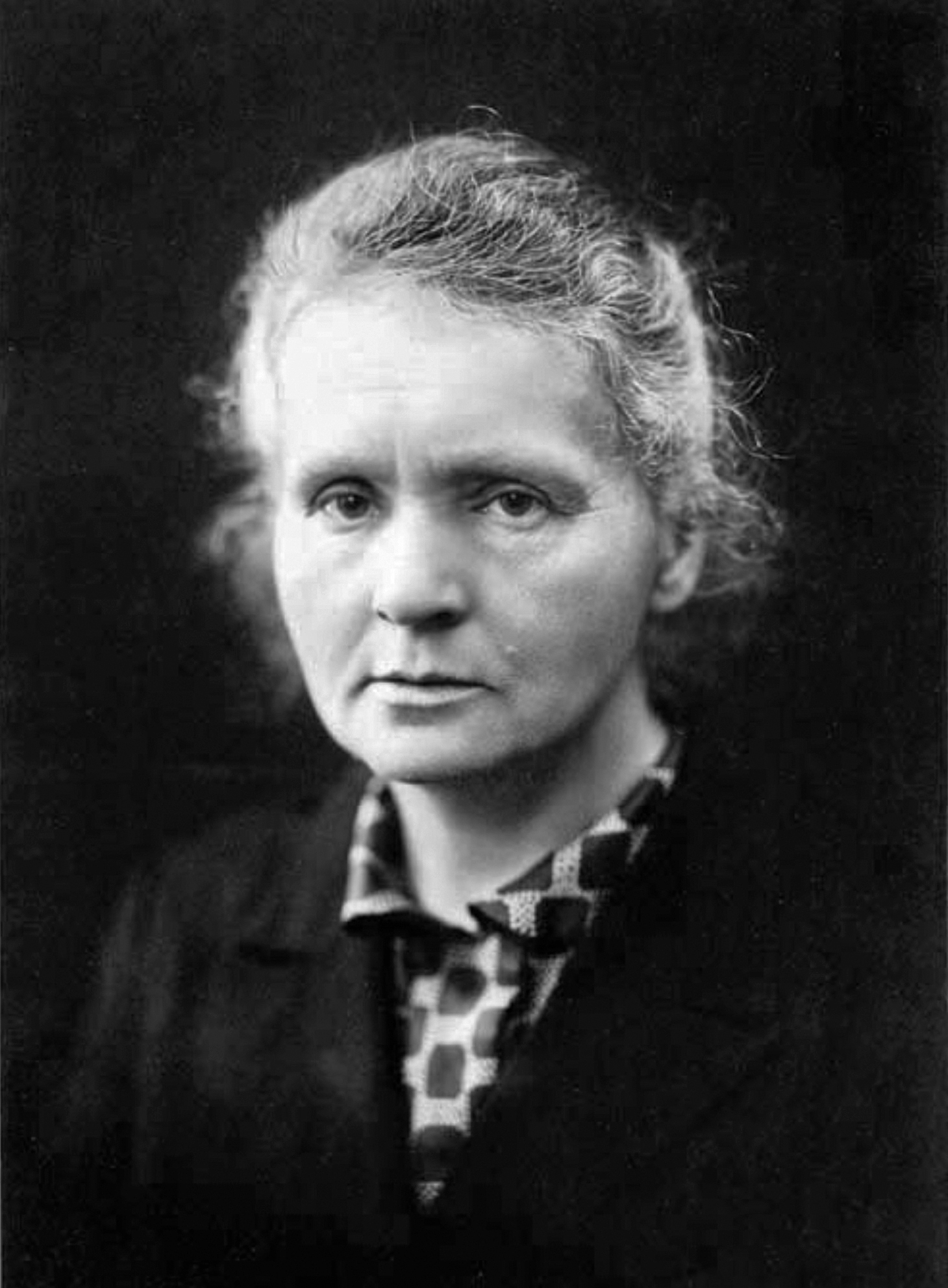
瑪麗·居禮是首个两度获诺贝尔奖的人：1903年的物理学奖及1911年化学奖

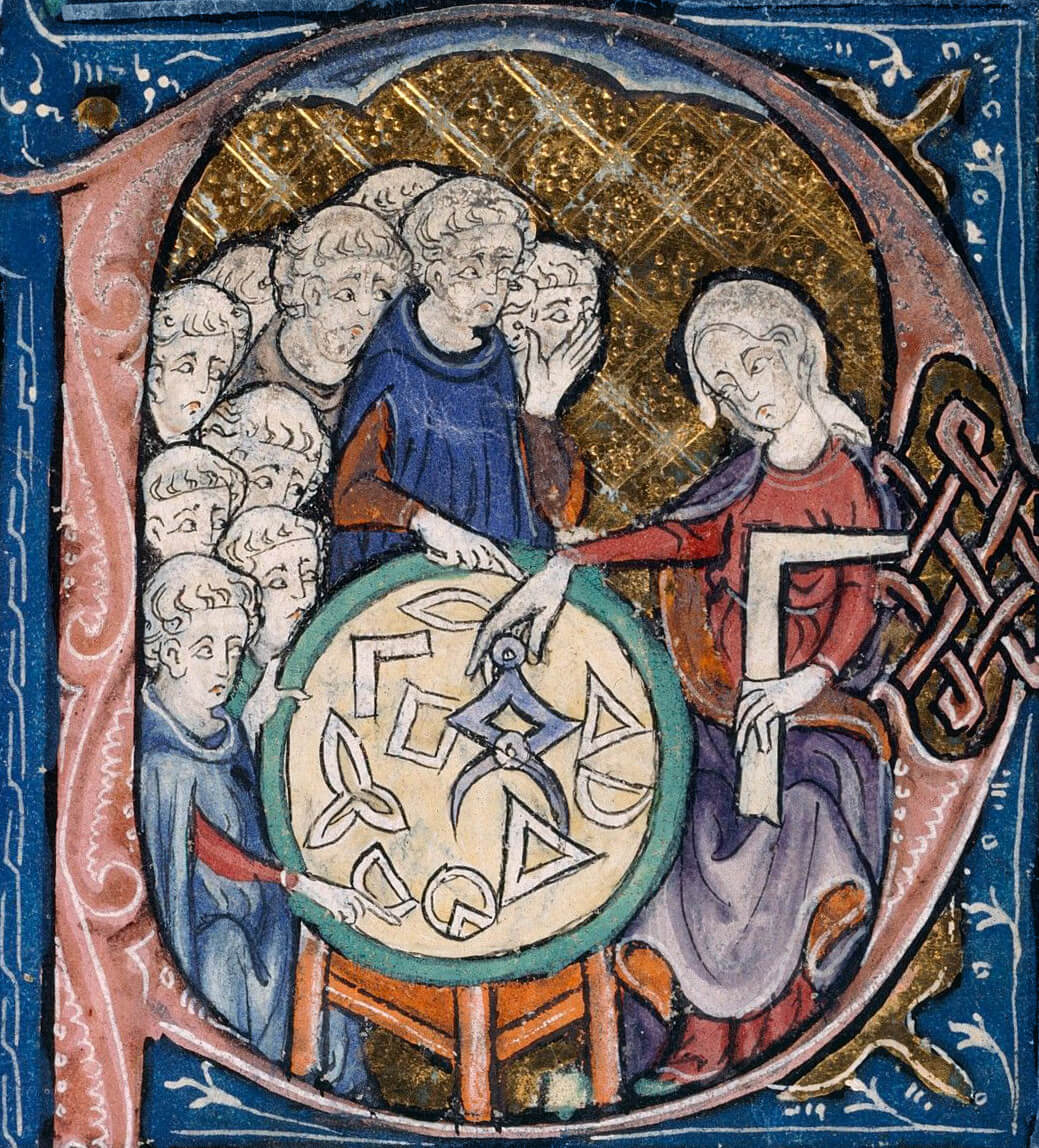
一份中世纪的《几何原本》译本開頭插畫(约1310年)，图中的妇女在教授几何学

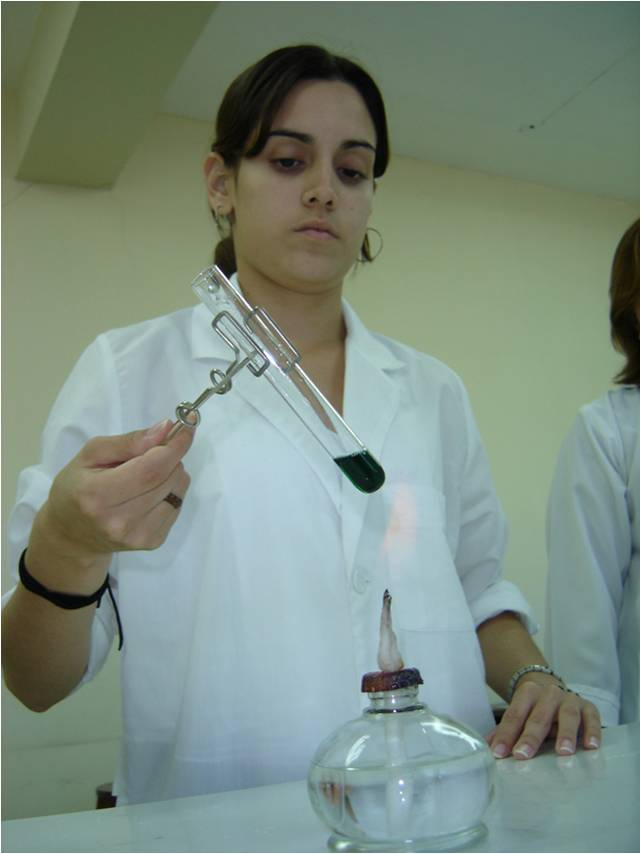
穿实验服的女科学家

历史上，科学曾是一个几乎由男人垄断的领域，其间只有少数瞩目的例外。妇女在科学界曾遭到相当的歧视；在男性主导的社会中，这一点与其它领域的情况很相似。比如妇女在寻找工作机会时经常被忽略过去，而她们的工作成果也常被拒绝承认。举例来说，Christine Ladd (1847–1930) 为了能够入学博士培养计划曾使用“C. Ladd”的名义；Christine “Kitty” Ladd 1882年即已达到博士要求，却延宕至1926年才被授予学位，在此期间其学术成就已兼及逻辑代数（见真值表）、色彩视觉以及心理学等领域。她的工作领先诸如路德维希·维特根斯坦和 查尔斯·桑德斯·皮尔士 等著名学者。妇女在科学上的成就一向被归功于她们不屈就于家庭圈子中的劳力这一传统上认为其应当扮演的社会角色。
20世纪后期，积极的招募妇女并消除成建制的性别歧视使得女科学家的人数大为增加，但是在某些领域中性别比例依然很不平衡；21世纪初期，过半的新晋生物学家为女性，然而有80%的物理学博士学位授予了男性。在21世纪早期，美国的科学与工程领域有50.3%的学士学位、45.6%的硕士学位及40.7%的博士学位授给了女生。她们拿到了过半的心理学学位（约70%）、社会科学学位（约50%）、以及生物学学位（约50-60%），但在物理科学、地球科学、数学以及计算机科学领域拿到的学位少于半数。生活方式的选择亦为妇女从事科学的主要影响因素之一；有年幼后代的妇女取得终身职位的机会会因工作与生活的平衡问题而下降28%，是故女研究生选择研究职业的意愿会在研究生院就读期间急剧下降，而同期其男性同事的意愿则保持不变。

#### 特殊科学群体
黑人群体由于整体教育水平不高，知名的黑人科学家还很少。
希腊人因面临经济不稳定与人才流失问题，在现代科学发展中光辉不再。

### 學會

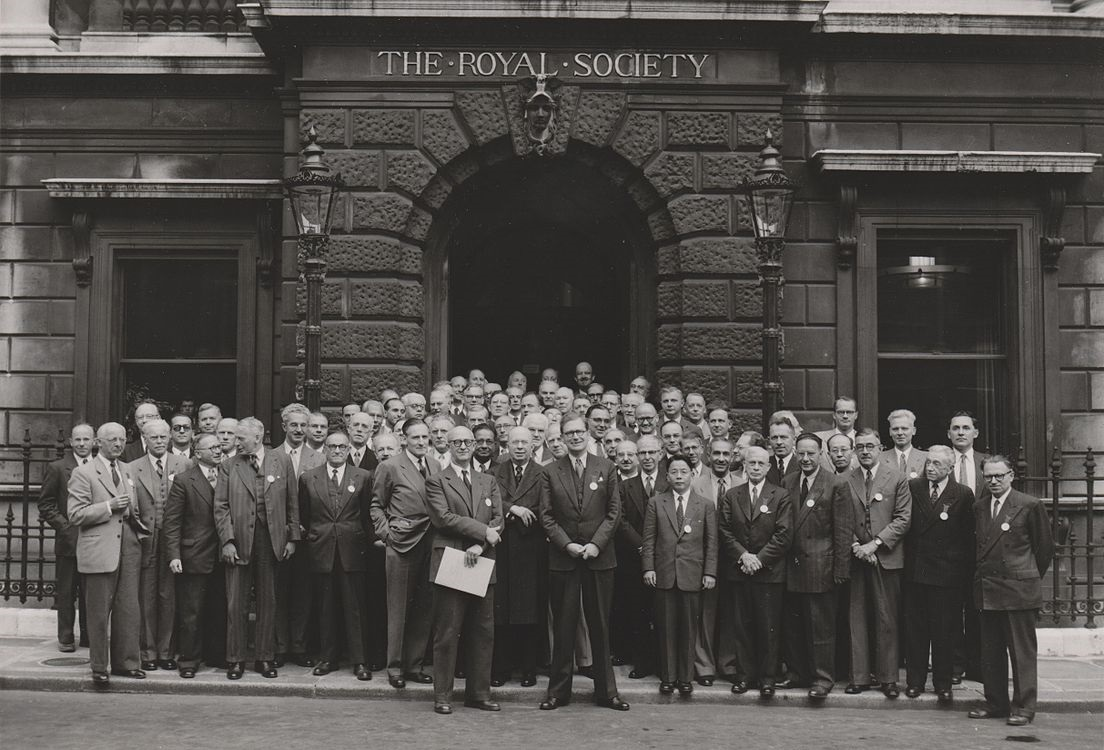
物理学家们在皇家学会楼前（1952年，伦敦）

旨在交流和促进科学思想与实验的学会自文艺复兴时代起便已存在。许多科学家都加入了某个旨在助益各自的科学学科、专业或相关学科集群的学会。会员资格可以是向所有人开放的，也可能要求拥有某些科学资格证明，抑或是作为一项通过选举来颁授的荣誉。大多数科学学会为非营利组织，很多为专业协会。其活动一般包括定期召开学术会议以宣读和讨论新的研究结果，以及发行或主办本学科的学术期刊。一些学会亦会行使专业团体的职能，从公共利益或本团体的集体利益出发来管理其成员的活动。科学社会学学者认为学会具有关键的重要性，组建学会有助于新学科或新专业的出现和发展。
科学从19世纪开始职业化，其推动力部分源自一系列国家中权威的科学院之创立，如意大利猞猁之眼国家科学院始创于1603年，英国皇家学会1660年，法国科学院1666年，美国国家科学院1863年，德国威廉皇帝研究所1911年，以及中国中央研究院1928年。自各国科学院创立以来，国际科学组织如國際科學理事會 (ICSU)等也开始形成，以促进不同国家的科学共同体之间的合作。

## 科学与社会

### 科学与其他领域的关系

#### 科學與宗教
科学虽然与宗教有过大冲突，但它与宗教和神秘主义并没有严格的对立关系。尤其是近代社会变革以来，一些宗教也发生了适应社会进步的改革，与科学的矛盾趋于缓和。有布道者也开始用可支持自己宗教观点的科学原理举例，虽然解读得很走样。历史有许多著名科学家都有宗教信仰，如欧拉和柯西，宗教信仰并未使他们的科学视野有所局限。而知名物理学家恩里科·费米则是一个不可知论者，他对原子弹的研发和量子物理的发展有重要贡献。费曼认为（在20世纪50年代）有超过半数的科学家无宗教信仰，而且科学不能论证上帝不存在(在这里, “不能”的具体含义是, 科学理论必须具备可证伪性, 而“上帝存在”这一命题并不具备可证伪性, 因此在科学范畴内无意义)。与科学对立的事物主要是顽固守旧的原教旨主義、排斥理性的反智主义以及违反实证精神与客观原则却以“科学”自我标榜的伪科学。

#### 科學與哲學
除科学比哲学更脚踏实地关注具体问题外，哲学与科学的区别也在于哲学没有被广泛认可的主流理论。而且哲学有很大一类分支，与科学的客观态度相违背，即唯心主义。哲学虽无数次推动过科学进步，但现在与科学的联系越来越疏远。科学的知识越来越多，越来越细，越来越难，专职的哲学家已很难明白基础科学的前沿问题。相反，科学新概念的快速发展倒是对传统哲学冲击很大，如不可分空间、不可定向流形、蝴蝶效应、量子化假设、平行宇宙、对称性破缺和单电子宇宙。由于科学与哲学（尤其是自然哲学）的渊源，科学的最高学位头衔直到今天仍被叫作“Ph.D.”，即“自然哲学博士”。
费曼称，因科学与怀疑论相容，所以以毫不怀疑的态度以无神论回应所有政治问题和道德问题的共产主义与科学精神相左。其他对社会主义理论之科学性的批评主要来自奥地利与英国哲学家卡尔·波普尔。

#### 科學與古代傳統醫學
一些知识体系或方法论不能纳入现代科学体系，例如中医学。但在中国，中医受到官方扶持，大多数民众也都会在某些时候采用与中医相关的疗法。这与世界其它某些地区的情形类似，如印度的传统医术阿育吠陀也受到官方扶持及民间的普遍相信。目前对中医的主要研究是用对比实验确切地检验中医疗法中有哪些能有效医治病人。2013年，史蒂文·诺维拉(Steven Novella)和大卫·科尔库洪曾撰文指出有关针灸的现有论文出现了一个奇怪的现象，即有些人的实验结果表明针灸有疗效，而另一些人所做的实验则无显著效果。因此两人推测针灸实验可能出现假阳性结果。而对于假阳性结果为何比较多，两人则猜测是安慰剂效应在起作用。

## 参看
- 理工
- 大眾科学
- 伪科学
  - 迷信
- 學術
- 同行評審
- 科學研究
- 科学学
- 科学哲学
- 自然辩证法
- 科学知识社会学
- 科學史
- 科学主义
- 科学文艺
- 科学实验
- 科学革命
- 科学归纳法
- 科学演绎法
- 科学理论
- 科学预见
- 科学模型
- 科学共同体
- 科学观察
- 科学分类
- 科学发现
- 大科学
- 科技

## 引用
1. ↑  Harper, Douglas. . Online Etymology Dictionary.   [September 20, 2014].
2. ↑  Wilson, E.O. .  Reprint. New York, New York: Vintage. 1999: 49–71. ISBN 978-0-679-76867-8.
3. 1 2  Lindberg, David C. .  Second. Chicago, Illinois: University of Chicago Press. 2007: 1–27. ISBN 978-0-226-48205-7.
4. 1 2  Grant, Edward. .  First. New York, New York: Cambridge University Press. 2007: 1–26. ISBN 978-052-1-68957-1.
5. 1 2  Lindberg, David C. .  Second. Chicago, Illinois: University of Chicago Press. 2007: 193–224. ISBN 978-0-226-48205-7.
6. ↑  Lindberg, David C. .  Second. Chicago, Illinois: University of Chicago Press. 2007: 163–92. ISBN 978-0-226-48205-7.
7. ↑  Lindberg, David C. .  2nd. Chicago, Illinois: University of Chicago Press. 2007: 225–53. ISBN 978-0-226-48205-7.
8. ↑  Principe, Lawrence M. .  First. New York, New York: Oxford University Press. 2011: 1–3. ISBN 978-0-199-56741-6.
9. ↑  Lindberg, David C. . David C. Lindberg; Robert S. Westman  (编).  First. Chicago, Illinois: Cambridge University Press. 1990: 1–26. ISBN 978-0-521-34262-9.
10. ↑  Lindberg, David C. .  2nd. Chicago, Illinois: University of Chicago Press. 2007: 357–368. ISBN 978-0-226-48205-7.
11. ↑  Del Soldato, Eva. Zalta, Edward N. , 编.  Fall 2016. Metaphysics Research Lab, Stanford University. 2016  [2019-05-16]. （原始内容存档于2019-12-11）.
12. ↑  Grant, Edward. .  First. New York, New York: Cambridge University Press. 2007: 274–322. ISBN 978-052-1-68957-1.
13. 1 2  Cahan, David (编). . Chicago, Illinois: University of Chicago Press. 2003. ISBN 978-0-226-08928-7.
14. 1 2  The Oxford English Dictionary dates the origin of the word "scientist" to 1834.
15. 1 2 3  Lightman, Bernard. . Shank, Michael; Numbers, Ronald; Harrison, Peter  (编). . Chicago: University of Chicago Press. 2011: 367. ISBN 978-0226317830.
16. ↑  Harrison, Peter (2015). The Territories of Science and Religion. Chicago: University of Chicago Press. pp. 164–165. ISBN 978-0-226-18451-7. The changing character of those engaged in scientific endeavors was matched by a new nomenclature for their endeavors. The most conspicuous marker of this change was the replacement of "natural philosophy" by "natural science". In 1800 few had spoken of the "natural sciences" but by 1880, this expression had overtaken the traditional label "natural philosophy". The persistence of "natural philosophy" in the twentieth century is owing largely to historical references to a past practice (see figure 11). As should now be apparent, this was not simply the substitution of one term by another, but involved the jettisoning of a range of personal qualities relating to the conduct of philosophy and the living of the philosophical life.
17. 1 2  Bishop, Alan. . . Norwell, Massachusetts: Kluwer Academic Publishers. 1991: 20–59  [2019-05-16]. ISBN 978-0-792-31270-3. （原始内容存档于2020-12-25）.
18. 1 2  Bunge, Mario. .  1 revised. New York, New York: Routledge. 1998: 3–50. ISBN 978-0-765-80413-6.
19. 1 2  Fetzer, James H. .  1st. Newcastle, United Kingdom: Kluwer Academic Publishers. 2013: 271–308. ISBN 978-1-443-81946-6.
20. ↑  Fischer, M.R.; Fabry, G. . GMS Zeitschrift für Medizinische Ausbildung. 2014, 31 (2): Doc24. PMC 4027809 . PMID 24872859. doi:10.3205/zma000916.
21. ↑  Abraham, Reem Rachel. . Advances in Physiology Education. 2004, 28 (3): 102–04. ISSN 1043-4046. PMID 15319191. doi:10.1152/advan.00001.2004.
22. ↑  Sinclair, Marius. . The International Journal of Engineering Education.   [2019-05-16]. （原始内容存档于2017-11-15）.
23. ↑  . www.engr.iupui.edu.   [2018-09-07]. （原始内容存档于2018-09-03）.
24. ↑  . Routledge & CRC Press.   [2024-08-06]. （原始内容存档于2021-05-05） （英语）.
25. ↑  Marder, Michael P. . Cambridge: Cambridge University Press. 2011  [2024-08-06]. ISBN 978-0-521-14584-8. （原始内容存档于2021-05-05）.
26. ↑  de Ridder, G.J. . McCain, Kevin  (编). . Routledge. 2019-06: 3–17  [2024-08-06]. ISBN 978-1-138-57016-0. （原始内容存档于2024-08-06）.
27. ↑  Lindberg, David C. . University of Chicago Press. 2010-02-15. ISBN 978-0-226-48204-0 （英语）.
28. ↑  . Routledge & CRC Press.   [2024-08-06] （英语）.
29. ↑  杨智昌; 赵殿川. . 南方日报 (网络版). 2008年3月15日: 该新闻的页码  [2016年1月5日]. （原始内容存档于2016年3月4日）. 路甬祥表示，袁隆平完全有资格当选科学院院士，之所以没有能当选，是因为那时候科技界、包括院士群体当中，对于一个人成就的评价也有一定的局限和偏颇，主要强调生命科学，当时比较强调的是在生命科学的前沿领域是否创造了新方法、新手段或者新思想，那就要求从分子生物学的角度来考察，而袁隆平还是用比较传统的杂交办法来做的，所以没有能够选上。
30. 1 2  周程  纪秀芳. . 《自然辩证法通讯》2009年第04期. ISSN 1000-0763.
31. ↑  佐々木力『科学論入門』p.3
32. 1 2  佐々木力『科学論入門』岩波書店1996年　ISBN：4004304571
33. ↑  宋陳亮《送叔祖主筠州高要簿序》：“自科学之兴，世之为士者往往困於一日之程文，甚至於老死而或不遇。”
34. ↑  《日本书目志》，康有为辑，出版地:上海，出版社:上海大同译书局光绪二十三年（1897年）成书《康南海自编年谱》中华书局1992年版
35. ↑  王扬宗. . 科学网. 2012年5月14日  [2016-01-05]. （原始内容存档于2016-03-05）.
36. ↑  Grant, Edward. . The American Scholar. 1 January 1997, 66 (1): 105–113. JSTOR 41212592.
37. ↑  Heilbron 2003，第vii頁
38. ↑  在司马迁(? – 前86年)的讲述了长达约2500年中国史的著作《史记》中，有中国第一位知名的水利工程师孙叔敖(fl. c. 630–595 BCE – 周朝)的记载，而据(李约瑟 et.al (1971) 《中国科学技术史》 4.3 p. 271)，孙所修建的一个水库一直留存至今。
39. ↑  Rochberg, Francesca. . Shank, Michael; Numbers, Ronald; Harrison, Peter  (编). . Chicago: University of Chicago Press. 2011: 9. ISBN 978-0226317830.
40. 1 2 3 4  McIntosh, Jane R. . Santa Barbara, California, Denver, Colorado, and Oxford, England: ABC-CLIO. 2005: 273–76  [2019-05-04]. ISBN 978-1-57607-966-9. （原始内容存档于2020-06-16）.
41. ↑  A. Aaboe. . Philosophical Transactions of the Royal Society. 2 May 1974, 276 (1257): 21–42. Bibcode:1974RSPTA.276...21A. JSTOR 74272. doi:10.1098/rsta.1974.0007.
42. ↑  R D. Biggs. . Journal of Assyrian Academic Studies. 2005, 19 (1): 7–18.
43. ↑  Lehoux, Daryn. . Shank, Michael; Numbers, Ronald; Harrison, Peter  (编). . Chicago: University of Chicago Press. 2011: 39. ISBN 978-0226317830.
44. ↑  See the quotation in 荷马 (8th century BCE) Odyssey 10.302–03
45. ↑  "Progress or Return" in An Introduction to Political Philosophy: Ten Essays by Leo Strauss (Expanded version of Political Philosophy: Six Essays by Leo Strauss, 1975.) Ed. Hilail Gilden. Detroit: Wayne State UP, 1989.
46. ↑  Cropsey; Strauss (编).  3rd. : 209.
47. ↑  O'Grady, Patricia F. . New York City, New York and London, England: Routledge. 2016: 245. ISBN 978-0-7546-0533-1. （原始内容存档于January 29, 2018）.
48. 1 2  Burkert, Walter. . Cambridge, Massachusetts: Harvard University Press. 1 June 1972. ISBN 978-0-674-53918-1. （原始内容存档于January 29, 2018）.
49. ↑  Pullman, Bernard. . 1998: 31–33. Bibcode:1998ahht.book.....P. ISBN 978-0-19-515040-7.
50. ↑  Cohen, Henri; Lefebvre, Claire (编).  Second. Amsterdam, The Netherlands: Elsevier. 2017: 427. ISBN 978-0-08-101107-2.
51. ↑  Margotta, Roberto. . New York City, New York: Golden Press. 1968.
52. ↑  Touwaide, Alain. Glick, Thomas F.; Livesey, Steven; Wallis, Faith , 编. . New York City, New York and London, England: Routledge. 2005: 224. ISBN 978-0-415-96930-7.
53. ↑  Leff, Samuel; Leff, Vera. . London, England: Macmillan. 1956.
54. ↑  : 17.   [2017-11-01]. （原始内容存档于2018-01-29）.
55. ↑  : 27.   [2017-11-01]. （原始内容存档于2018-01-29）.
56. ↑  . Perseus Digital Library. Tufts University. 1966  [November 1, 2016]. （原始内容存档于2017-01-27）.
57. ↑  Mitchell, Jacqueline S. . Scientific American Frontiers. PBS. February 18, 2003  [November 3, 2016]. （原始内容存档于2003-03-03）.
58. ↑  Aristotle.  H. Rackham.   [2019-05-04]. （原始内容存档于2012-03-17）. 1139b
59. 1 2  McClellan III, James E.; Dorn, Harold. . Baltimore, Maryland: Johns Hopkins University Press. 2015: 99–100. ISBN 978-1-4214-1776-9.
60. 1 2 3  Edwards, C.H. Jr.  First. New York City, New York: Springer-Verlag. 1979: 75. ISBN 978-0-387-94313-8.
61. 1 2  Lawson, Russell M. . Santa Barbara, California: ABC-CLIO. 2004: 190–91. ISBN 978-1-85109-539-1.
62. ↑  Murphy, Trevor Morgan. . Oxford, England: Oxford University Press. 2004: 1. ISBN 9780199262885.
63. ↑  Doode, Aude. . Cambridge, England: Cambridge University Press. 2010: 1. ISBN 9781139484534.
64. ↑  Smith, A. Mark, , Proceedings of the American Philosophical Society, June 2004, 148 (2): 180–94, JSTOR 1558283, PMID 15338543
65. 1 2  Lindberg, David C. .  Second. Chicago, Illinois: University of Chicago Press. 2007: 132–162. ISBN 978-0-226-48205-7.
66. ↑  Wildberg, Christian. Zalta, Edward N. , 编. . Metaphysics Research Lab, Stanford University. May 1, 2018  [2019-05-04]. （原始内容存档于2019-08-22） –Stanford Encyclopedia of Philosophy.
67. ↑  亚里士多德, 《物理学》 II, 3, and 《形而上学》（英语：Metaphysics (Aristotle)） V, 2
68. ↑  Grant, Edward. . Cambridge Studies in the History of Science. Cambridge University Press. 1996: 7–17  [2019-05-04]. ISBN 0521567629. （原始内容存档于2019-08-21）.
69. 1 2  Grant, Edward. . . Cambridge University Press. 2007: 62–67. ISBN 978-0-521-68957-1.
70. ↑  . Fisher, W.B. (William Bayne). Cambridge: University Press. 1968–1991. ISBN 978-0521200936. OCLC 745412.
71. ↑  . Encyclopædia Britannica.   [November 3, 2016]. （原始内容存档于2016-11-04）.
72. ↑  Klein-Frank, F. Al-Kindi. In Leaman, O & Nasr, H (2001). History of Islamic Philosophy. London: Routledge. p. 165. Felix Klein-Frank (2001) Al-Kindi, pp. 166–67. In Oliver Leaman & Hossein Nasr. History of Islamic Philosophy. London: Routledge.
73. ↑  . . 2009.
74. ↑  Toomer, G.J. . Isis. 1964, 55 (4): 463–65. JSTOR 228328. See p. 464: "Schramm sums up [Ibn Al-Haytham's] achievement in the development of scientific method.", p. 465: "Schramm has demonstrated .. beyond any dispute that Ibn al-Haytham is a major figure in the Islamic scientific tradition, particularly in the creation of experimental techniques." p. 465: "only when the influence of ibn al-Haytam and others on the mainstream of later medieval physical writings has been seriously investigated can Schramm's claim that ibn al-Haytam was the true founder of modern physics be evaluated."
75. ↑  Selin, H. . 2006: 155–156. Bibcode:2008ehst.book.....S. ISBN 978-1-4020-4559-2.
76. ↑  Numbers, Ronald. . Harvard University Press. 2009: 45  [2019-05-04]. ISBN 978-0-674-03327-6. （原始内容存档于2021-01-20）.
77. ↑  . 7 April 2011  [2019-05-04]. （原始内容存档于2019-07-28）.
78. ↑  . （原始内容存档于2020-10-19）.
79. ↑  Lindberg, D. (1992) The Beginnings of Western Science  Chicago. University of Chicago Press. p.204.
80. ↑  Smith 2001
81. ↑  McGinnis, Jon. . Oxford University. 2010: 227.
82. ↑  Lindberg, David. . University of Chicago Press. 1992: 162. ISBN 9780226482040.
83. ↑  .   [2017-10-27]. （原始内容存档于2017-10-28）.
84. ↑  . American Heritage of Invention and Technology.
85. ↑  Smith 2001:Book I, [6.54]. p. 372
86. ↑  Smith, A. Mark. . Transactions of the American Philosophical Society. 2001, 91 (4): i–337. JSTOR 3657358.
87. 1 2  Smith, A. Mark. . Isis. 1981, 72 (4): 568–89. JSTOR 231249. doi:10.1086/352843.
88. ↑  . （原始内容存档于2020-11-23）.
89. ↑  . （原始内容存档于2020-12-19）.
90. ↑  Goldstein, Bernard R. . Journal for the History of Astronomy. 2016, 33 (3): 219–35. doi:10.1177/002182860203300301.
91. ↑  Cohen, Floris.  Second. Amsterdam: Amsterdam University Press. 2010. ISBN 9789089642394.
92. ↑  van Helden, Al. . The Galileo Project. 1995  [November 3, 2016]. （原始内容存档于2016-11-11）.
93. ↑  . （原始内容存档于2020-12-19）.
94. ↑  . （原始内容存档于2020-12-25）.
95. ↑  . （原始内容存档于2020-10-19）.
96. ↑  . www-history.mcs.st-andrews.ac.uk. MacTutor数学史档案.   [2019-05-18]. （原始内容存档于2019-08-22） （英语）.
97. ↑  Freudenthal, Gideon; McLaughlin, Peter. . Springer Science & Business Media. 2009-05-20  [2019-05-04]. ISBN 9781402096044. （原始内容存档于2020-01-19）.
98. ↑  见 Hall (1954), iii; Mason (1956), 223.
99. ↑  Cassels, Alan.  1st edition. Routledge. November 17, 1996  [2019-04-26]. ISBN 978-0415119276 （英语）.
100. ↑  Ross, Sydney. . Annals of Science（英语：Annals of Science）. 1962, 18 (2): 65–85. doi:10.1080/00033796200202722.  确切说来，Whewell于1834年提到创造“科学家”这个词的人时只说那是“一位聪明的绅士”。Ross加了一条注释，说这个“某聪明的绅士”就是Whewell自己，但未给出此断言的理由。Ross 1962, p. 72.
101. ↑  von Bertalanffy, Ludwig. . The Academy of Management Journal. 1972, 15 (4): 407–26. JSTOR 255139. doi:10.2307/255139.
102. ↑  Naidoo, Nasheen; Pawitan, Yudi; Soong, Richie; Cooper, David N.; Ku, Chee-Seng. . Human Genomics. October 2011, 5 (6): 577–622. PMC 3525251 . PMID 22155605. doi:10.1186/1479-7364-5-6-577.
103. ↑  Rashid, S. Tamir; Alexander, Graeme J.M. . Journal of Hepatology. March 2013, 58 (3): 625–629. ISSN 1600-0641. PMID 23131523. doi:10.1016/j.jhep.2012.10.026.
104. ↑  Abbott, B.P.; Abbott, R.; Abbott, T.D.; Acernese, F.; Ackley, K.; Adams, C.; Adams, T.; Addesso, P.; Adhikari, R.X.; Adya, V.B.; Affeldt, C.; Afrough, M.; Agarwal, B.; Agathos, M.; Agatsuma, K.; Aggarwal, N.; Aguiar, O.D.; Aiello, L.; Ain, A.; Ajith, P.; Allen, B.; Allen, G.; Allocca, A.; Altin, P.A.; Amato, A.; Ananyeva, A.; Anderson, S.B.; Anderson, W.G.; Angelova, S.V.;  et al. . The Astrophysical Journal. 2017, 848 (2): L12. doi:10.3847/2041-8213/aa91c9.
105. ↑  Cho, Adrian. . Science. 2017. doi:10.1126/science.aar2149.
106. ↑  . （原始内容存档于2019-10-23）.
107. ↑  . Seed Magazine. March 7, 2007  [November 4, 2016]. （原始内容存档于2016-11-01）.
108. ↑  Bunge, Mario Augusto. . Transaction Publishers. 1998: 24. ISBN 978-0-7658-0413-6.
109. ↑  Popper, Karl R. . . New York, New York: Routledge Classics. 2002a: 3-26 [1959]. ISBN 978-0-415-27844-7. OCLC 59377149.
110. ↑  Tomalin, Marcus. . 2006. doi:10.2277/0521854814.
111. ↑  Löwe, Benedikt. . Synthese. 2002, 133: 5–11. doi:10.1023/a:1020887832028.
112. ↑  James Franklin（英语：James Franklin (philosopher)）, 1994, The formal sciences discover the philosophers’stone, in: Studies in History and Philosophy of Science, Volume 25, No. 4, 513–533, Elsevier Science Ltd.
113. ↑  . www.cs.ox.ac.uk.   [14 May 2019]. （原始内容存档于2020-11-23）.
114. ↑  数学学科分类标准 . mathscinet.ams.org. 美國數學學會.   [2019-05-17]. （原始内容存档于2017-10-17）.
115. ↑  Bill, Thompson, , , Lecture Notes in Statistics 189 1st, Springer: 15, 2007
116. ↑  Popper 2002，第10–11頁.
117. ↑  Mujumdar, Anshu Gupta; Singh, Tejinder. . Anthony Aguirre; Brendan Foster  (编). . The Frontiers Collection 1st. Switzerland: SpringerNature. 2016: 201–218. ISBN 978-3-319-27494-2.
118. ↑  Hugh G. Gauch Jr, Scientific Method in Practice (Cambridge: Cambridge University Press, 2003), pp. 71–73 （页面存档备份，存于）
119. ↑  Oglivie, Brian W. .  Paperback. Chicago, Illinois: University of Chicago Press. 2008: 1–24. ISBN 978-0-226-62088-6.
120. ↑  . Princeton University WordNet.   [October 21, 2012]. （原始内容存档于2012-03-03）.
121. ↑  Crease 2011，第182–4頁
122. ↑  C.S. Peirce (July 1879) "Note on the Progress of Experiments for Comparing a Wave-length with a Metre" American Journal of Science, as referenced by Crease 2011，第203頁
123. ↑  Crease 2011，第203頁
124. ↑  di Francia 1976，第13頁: "The amazing point is that for the first time since the discovery of mathematics, a method has been introduced, the results of which have an intersubjective value!" (Author's punctuation)
125. ↑  di Francia 1976，第4–5頁: "One learns in a laboratory; one learns how to make experiments only by experimenting, and one learns how to work with his hands only by using them. The first and fundamental form of experimentation in physics is to teach young people to work with their hands. Then they should be taken into a laboratory and and taught to work with measuring instruments — each student carrying out real experiments in physics. This form of teaching is indispensable and cannot be read in a book."
126. ↑  Fara 2009，第204頁: "Whatever their discipline, scientists claimed to share a common scientific method that ... distinguished them from non-scientists."
127. ↑  Backer, Patricia Ryaby. . San Jose State University. 2004-10-29  [2008-03-28]. （原始内容存档于2008-04-08）.
128. 1 2  列夫·朗道, 叶夫根尼·利夫希茨; 李俊峰, 鞠国兴 (翻译). . 理论物理学教程. 高等教育出版社. 2007年. ISBN 978-7-04-020849-8. 我们已知的大量物理定律可以由为数不多的最一般规律推演出来。","近似分析在理论物理中起着极大的作用。首先，所有精确的规律都是近似的，尽管在绝大多数情况下这种近似给出的精确度非常高。其次，对物理规律并没有绝对精确的要求。如果事先给定了某个现象的研究范围，给出的规律只要满足问题所设的精度要求也就足够。因此，我们仍然使用牛顿力学来研究炮弹的运动...考虑非重要因素的过于精确的计算不仅会使计算结果毫无价值地复杂化，甚至还会导致存在于现象之中的规律被忽略。事实上，不仅规律的具体形式是近似的，而且刻画现象的物理量之间的函数关系也是近似的，超出给定精度极限，这些物理量的关系可能是任意的。确定所研究现象的近似程度在理论研究中是极端重要的。最严重的错误是，采用非常精确的理论并计算所有的细节修正，同时却忽略了比它们大得多的物理量。
129. ↑  理查·费曼.  [费曼物理学讲义] 卷1. 艾迪生韦斯利. 1999. ISBN 978-0201021165. And the usual way of dealing with quantum mechanics makes that subject almost unavailable for the great majority of students because they have to take so long to learn it. Yet, in its real applications—especially in its more complex applications, such as in electrical engineering and chemistry—the full machinery of the differential equation approach is not actually used.
130. ↑  原文为“This is the key of modern science and is the beginning of the true understanding of nature. This idea. That to look at the things, to record the details, and to hope that in the information thus obtained, may lie a clue to one or another of a possible theoretical interpretation...The next question was — what makes planets go around the sun? At the time of Kepler some people answered this problem by saying that there were angels behind them beating their wings and pushing the planets around an orbit. As you will see, the answer is not very far from the truth. The only difference is that the angels sit in a different direction and their wings push inward.”具体出处详见其英文维基语录。
131. ↑  原话为“It can scarcely be denied that the supreme goal of all theory is to make the irreducible basic elements as simple and as few as possible without having to surrender the adequate representation of a single datum of experience.”常简作“Everything should be made as simple as possible, but no simpler.”具体出处详见其英文维基语录。
132. ↑  Subramanyam, Krishna; Subramanyam, Bhadriraju. . CRC Press. 1981. ISBN 0-8247-8297-6. OCLC 232950234.
133. ↑  . Washington DC: United States National Library of Medicine.   [2011-10-15]. （原始内容存档于2019-12-16）.
134. ↑  Fred Barbash. . 华盛顿邮报. 2015年3月27日  [2016年1月6日]. （原始内容存档于2015年12月30日）. But Jigisha Patel, associate editorial director for research integrity at BioMed Central, said it’s not 'a China problem. We get a lot of robust research of China. We see this as a broader problem of how scientists are judged.'
135. ↑  Fred Barbash; 邢春燕 (编译), 罗昕 (编译), 梁佳 (文字录入). . 澎湃. 2015年3月31日  [2016年1月6日]. （原始内容存档于2017年3月15日）.
136. ↑  罗昕. . 澎湃新闻. 2015年4月1日  [2016年1月6日]. （原始内容存档于2016年3月4日）.
137. ↑  大卫·科尔库洪（英语：David Colquhoun）.  [挑战影响指数的霸权] (PDF). 自然. 2003, (423): 259–261  [2016年1月6日]. （原始内容存档 (PDF)于2014-09-13）.
138. ↑  Ricardo Guerrero.  [期刊影响指数的误用与滥用] (PDF). European Science Editing. 2001年8月, 27 (3). （原始内容 (pdf)存档于2016-03-04）.
139. ↑  Eugene Garfield. . Der Unfallchirurg. 1998年6月, 101 (6): 413–414  [2016-01-06]. PMID 9677838. （原始内容存档于2016-02-22）.
140. ↑   (PDF). E.O. Wilson Foundation.   [3 September 2018]. （原始内容存档 (PDF)于2019-04-27）. But he’s not a scientist, he’s never done scientific research. My definition of a scientist is that you can complete the following sentence: ‘he or she has shown that...’,” Wilson says.
141. ↑  . Science Council.   [7 September 2018]. （原始内容存档于2019-08-23）. A scientist is someone who systematically gathers and uses research and evidence, making a hypothesis and testing it, to gain and share understanding and knowledge.
142. ↑  Cyranoski, David; Gilbert, Natasha; Ledford, Heidi; Nayar, Anjali; Yahia, Mohammed. . Nature. 2011, 472 (7343): 276–79  [2019-05-16]. Bibcode:2011Natur.472..276C. PMID 21512548. doi:10.1038/472276a. （原始内容存档于2020-12-19）.
143. ↑  Kwok, Roberta. . Nature. 2017, 550: 419–21. doi:10.1038/nj7677-549a.
144. ↑  Editorial (编). . Nature. 2007, 550  [2019-05-16]. doi:10.1038/nj7677-549a. （原始内容存档于2019-12-10）.
145. ↑  Lee, Adrian; Dennis, Carina; Campbell, Phillip. . Nature. 2007, 550: 549–52. doi:10.1038/nj7677-549a.
146. ↑  Stockton, Nick,  [诺贝尔奖如何成为地球上最大的奖？], Wired, 7 October 2014  [3 September 2018], （原始内容存档于2019-06-19）
147. ↑  . Nobel Foundation.   [2015-10-11]. （原始内容存档于2017-07-08）.
148. ↑  Spanier, Bonnie. . . Indiana University Press. 1995. ISBN 9780253209689.
149. ↑  Rosser, Sue V. . New York: New York University Press. 2012-03-12: 7. ISBN 978-0-8147-7645-2.
150. ↑  Goulden, Mark; Frasch, Karie; Mason, Mary Ann. . University of Berkeley Law. 2009.
151. ↑  . Royal Society of Chemistry. 2008.
152. ↑  赵灵敏. . 华夏时报. 2015年5月15日  [2018年2月7日]. （原始内容存档于2018年2月8日） （中文（中国大陆））. 白人中有30.3%拿到了大学文凭，黑人则只有19.8%。根据美国人口普查局提供的数字，截至2013年，黑人在美国人口中占了13.2%，但各大专院校中黑人教授只有1.1%，获得博士学位的黑人学生只有1.8%，硕士生2.7%，科学家和工程师中的黑人只有2.5%，科研部门经理有1.8%是黑人。
153. ↑  何姣. . 中国新闻网, 搜狐新闻 (转载网站). 黄芳 (责任编辑). 2007年3月26日  [2018年2月7日]. （原始内容存档于2018年2月8日） （中文（中国大陆））.
154. ↑  . Science官网, 科学时报 (转载刊物), 凤凰网 (转载网站). 赵熙 (译者). 2011年8月23日: A4版 国际  [2018年2月7日]. （原始内容存档于2018年2月8日） （中文（中国大陆））.
155. ↑  毛丹, 江晓原. . 自然辩证法通讯 (中国科学院研究生院). 2015, (37 (3)): 60–64 （中文（中国大陆））.
156. ↑  仁民. . 济南舜网, 网易新闻 (转载网站). 王晓易_NE0011 (责任编辑). 2014年8月25日  [2018年2月7日]. （原始内容存档于2018年2月8日） （中文（中国大陆））. 希腊高等教育近年来也受到经济危机的影响，不少大学生面临“毕业即失业”的困境。一些优秀的学生迫不得已尝试到国外去寻找工作机会或者留学。此外，希腊不少大学政治化很明显，而且不时发生教职员工罢工，导致教学无法正常继续。
157. ↑  宗华. . 中国科学报. "HN666" (责任编辑). 2015年1月8日: 第3版 国际  [2018年2月7日]. （原始内容存档于2018年2月8日） （中文（中国大陆））. 2014年，希腊用于研究中心和高校的预算只有2009年的四分之一，教职员工的实得工资也减少了近三分之一。2015年伊始，更多的缩减随之而来，尽管该国实施了一项期待已久的、旨在改革整个研究系统并使其更具竞争力的法律。很多有能力的年轻专业人士正在以前所未有的规模离开希腊，研究人员也在抱怨对日渐增长的官僚主义感到窒息。","研究人员抱怨该法律并未创造一个独立的资助机构（如美国国家科学基金会或英国研究委员会），从而为基础研究提供常规的资助来源。相反，希腊研究人员几乎全部依靠外部资助者如欧盟获得资金。
158. ↑  . 《Nature》官网 (部分信息来源), 观察者网, 网易科技 (转载网站). 王晓易_NE0011 (责任编辑). 2015年7月3日  [2018年2月7日]. （原始内容存档于2018年2月8日） （中文（中国大陆））.
159. ↑  . 新华网, 四川大学学术诚信与科学探索网 (转载网站). 2015年7月6日  [2018年2月7日]. （原始内容存档于2018年2月8日） （中文（中国大陆））.
160. ↑  鲁捷. . 中国科学报, 科学网. 2016年7月19日  [2018年2月7日]. （原始内容存档于2018年2月7日） （中文（中国大陆））. 自从经济危机开始，大量研究生和博士后已经成批离开了希腊。
161. ↑  . 新华网, 网易财经 (转载网站). 张忠霞 (新华网编辑), 王晓易_NE0011 (网易责任编辑). 2015年7月6日  [2018年2月7日]. （原始内容存档于2018年2月8日） （中文（中国大陆））. 希腊根本无力还贷，更别说给学术网站继续提供经费了。HEAL-Link的关闭对于希腊科研人员不啻为沉痛打击。","不光是学术论文没法看了，希腊科学家们恐怕连科研工作都无法为继了。从6月29日开始，希腊实施资本管制，科研机构恐怕无法从国外继续订购科研设备、耗材等。而希腊国内科研机构使用的大部分科研设备、耗材都是从国外订购的。
162. ↑  Parrott, Jim. . Scholarly Societies Project. August 9, 2007  [September 11, 2007]. （原始内容存档于2014-01-06）.
163. ↑  .   [10 May 2013]. （原始内容存档于2015-01-19）.
164. ↑  .   [10 May 2013]. （原始内容存档于2014-06-03）.
165. ↑  . 2006  [September 11, 2007]. （原始内容存档于2010-02-28） （意大利语）.
166. ↑  Meynell, G.G. .   [October 13, 2011]. （原始内容存档于2012-01-18）.
167. ↑  原文为“I do not believe that science can disprove the existence of God; I think that is impossible. And if it is impossible, is not a belief in science and in a God – an ordinary God of religion — a consistent possibility? Yes, it is consistent.  Despite the fact that I said that more than half of the scientists don't believe in God, many scientists do believe in both science and God, in a perfectly consistent way.  But this consistency, although possible, is not easy to attain...”摘自费曼《科学与宗教的关系》
168. ↑  原文为“I would like to remark, in passing, since the word "atheism" is so closely connected with "communism," that the communist views are the antithesis of the scientific, in the sense that in communism the answers are given to all the questions – political questions as well as moral ones – without discussion and without doubt.  The scientific viewpoint is the exact opposite of this; that is, all questions must be doubted and discussed; we must argue everything out – observe things, check them, and so change them.  The democratic government is much closer to this idea, because there is discussion and a chance of modification.  One doesn't launch the ship in a definite direction.  It is true that if you have a tyranny of ideas, so that you know exactly what has to be true, you act very decisively, and it looks good – for a while.  But soon the ship is heading in the wrong direction, and no one can modify the direction any more.  So the uncertainties of life in a democracy are, I think, much more consistent with science.”摘自费曼《科学与宗教的关系》
169. ↑  Colquhoun, D; Steven Novella.  (pdf). Anesthesia & Analgesia. 2013, 116 (6): 1360–1363  [2019-01-20]. PMID 23709076. doi:10.1213/ANE.0b013e31828f2d5e. （原始内容存档 (PDF)于2018-11-20）.

## 扩展阅读
- 2001年11月6日史革新 《辛亥革命时期国人科学观初探》
- 袁方文、柯晓莉，我们崇尚科学的什么？
- Augros, Robert M.; Stanciu, George N. . Lake Bluff, Ill.: Regnery Gateway. 1984. ISBN 978-0-89526-833-4.
- Becker, Ernest. . New York: G. Braziller. 1968.
- Burguete, Maria, and Lam, Lui, eds.(2014). All About Science: Philosophy, History, Sociology & Communication. World Scientific: Singapore. ISBN 978-981-4472-92-0
- Cole, K. C., Things your teacher never told you about science: Nine shocking revelations Newsday, 長島, 纽约, March 23, 1986, pp. 21+
- Crease, Robert P. . New York: W.W. Norton. 2011: 317. ISBN 978-0-393-07298-3.
- Feyerabend, Paul (2005). Science, history of the philosophy of., as cited in Honderich, Ted. . Oxford 牛津郡: Oxford University Press. 2005. ISBN 978-0-19-926479-7. OCLC 173262485.
- Feynman, Richard P. Robbins, Jeffrey , 编.  [发现的快乐]. Cambridge, Massachusetts: Perseus Books Group. 1999. ISBN 978-0-465-02395-0. OCLC 181597764.
- 理查·费曼.  [科学与宗教的关系]. 加州理工学院官方网站. 1956年5月2日  [2016-01-06]. （原始内容存档于2020-12-25）.
- Feynman, Richard "Cargo Cult Science"（页面存档备份，存于）
- Gaukroger, Stephen. . Oxford: Oxford University Press. 2006. ISBN 978-0-19-929644-6.
- Gopnik, Alison, "Finding Our Inner Scientist"（页面存档备份，存于）, Daedalus（英语：Daedalus (journal)）, Winter 2004.
- Krige, John, and Dominique Pestre, eds., Science in the Twentieth Century, Routledge 2003, ISBN 978-0-415-28606-0
- Kuhn, Thomas, 《科学革命的结构》, 1962.
- Levin, Yuval（英语：Yuval Levin） (2008). Imagining the Future: Science and American Democracy. New York, Encounter Books. ISBN 978-1-59403-209-7
- McComas, William F.  (PDF). McComas, William F.  (编). . Springer. 1998  [2012-10-18]. ISBN 978-0-7923-6168-8. （原始内容存档 (PDF)于2020-12-02）.
- Needham, Joseph,  1, Cambridge University Press, 1954
- Obler, Paul C.; Estrin, Herman A. . Anchor Books, Doubleday. 1962.
- Papineau, David（英语：David Papineau）. (2005). Science, problems of the philosophy of., as cited in Honderich, Ted. . Oxford 牛津郡: Oxford University Press. 2005. ISBN 978-0-19-926479-7. OCLC 173262485.
- Russell, Bertrand. . London: Unwin. 1985 [1952]. ISBN 0-04-300090-8.
- Rutherford, F. James; Ahlgren, Andrew. . New York, NY: American Association for the Advancement of Science, Oxford University Press. 1990. ISBN 978-0-19-506771-2.
- Thurs, Daniel Patrick. . New Brunswick, NJ: Rutgers University Press. 2007: 22–52. ISBN 978-0-8135-4073-3.